# Боярка
Бо́ярка (до сер. ХІХ століття — Болдаївка, потім паралельно з'являється і закріплюється назва — Будаївка, з грудня 1938-х — по грудень1956-х — смт. Боярка-Будаївка) — місто в Україні, центр Боярської міської громади у Фастівському районі Київської області.
Населення 42 тисячі. Територія — 1300 га (550 га — під забудовою). Статус міста Боярка отримала 30 грудня 1956 року. Населення міста на той час становило близько 10 тис. осіб. Місто розділене залізницею на дві частини: південно-східну (історична частина міста) — житловий сектор приватної забудови (близько 7 тис. житлових будинків), та північно-західну (Нова Боярка) — понад 30 багатоквартирних будинків та приватний сектор.

## Походження назви

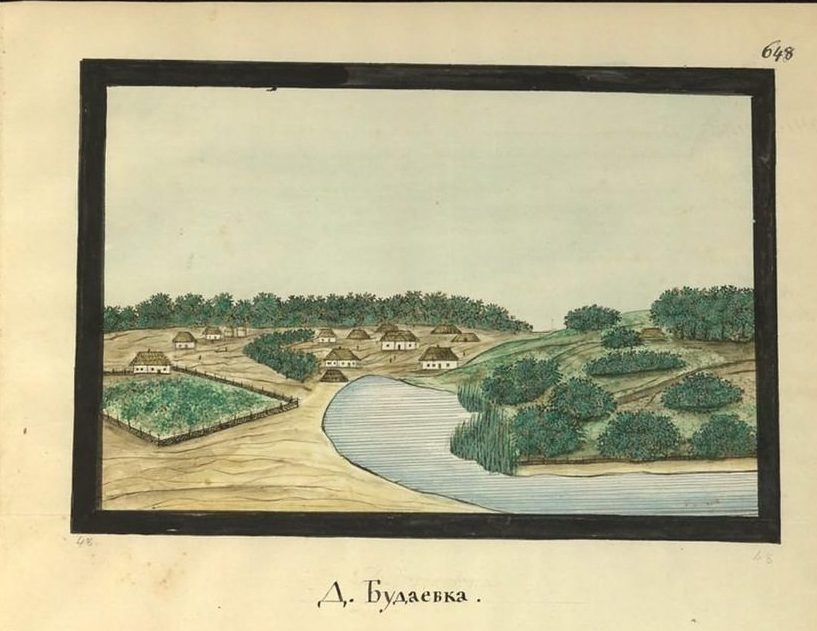
Де ля Фліз. Будаївка (1854)

Назву місто дістало від станції Боярка, яка в свою чергу отримала назву від села Боярка, яке в 1924 році перейменоване на Тарасівку. Назву міста «Боярка», деякі російські етимологи, пов'язують зі словом «байрак» (байрак — сухий яр, водороіна, водомоіна). На складеному полковником Київського гарнізону І. Ушаковим плані Києва від 1695 року околиця Києва має назву «Баяраки». Село Тарасівка розміщене понад баяраками, у розмитій водою долині, сусідня з ним Юрівка стоїть на горбах, дослівно російською «наюру» (укр. — на белебені, на голотечі).
Насправді Боярка дістала назву від бояр Малковичів, відомих за часів княгині Ольги як потомки древлянського князя Мала. Вони володіли землями північніше річки Віти і заснували поселення часів Київської Русі досліджене археологом О. В. Сєровим поруч колишнього Запольського шляху на правому березі річки Віти (нині річка Вітянка). Площа поселення 0,5 га, висота 1,5—2 м, зі сходу обмежене греблею в межах присадибних ділянок № 47—57 вулиці Чапаєва с. Тарасівка. Відомості про належність цих земель боярам Малковичам існують у Ставропігійній грамоті Андрія Боголюбського 1159 року.
У 1080 році великий князь Ярополк Ізяславич надав Києво-Печерському монастиреві села біля Києва для «жизни своей», а його дочка Анастасія у 1158 році уточнила, що це були п'ять сіл біля Києва — «з челяддю, все віддала до повою».
Після надання Андрієм Боголюбським у 1159 році Печерському монастирю титулу «лаври» і статусу великокнязівської архімандрії і ставропігії, тією ж грамотою затверджений перелік маєтностей і уже згадані місто Васильків та села Кожухівка і Будаївка.
У своїй історичній праці «Уезды Киевский и Радомысльский» (1887 р.) Л. Похилевич дослівно констатує, що Боярка (нині село Тарасівка), у 5 верстах західніше с. Круківщини, при притоці р. Віти (нині річка Вітянка), літом пересихающій. Мешканців 1094 особи. У минулому столітті було у володінні Київо-Михайлівського монастиря і відоме було під назвою Бояр-вітське, яке називалося до розмежування 1830 року. Тому більшість українських істориків і краєзнавців схиляються до іншої версії назви села, яка виникла за часів Київської Русі, коли тут мешкали на верхній течії р. Віти вітські бояри — охоронці підходів до Києва. Ця версія має право домінувати ще й тому, що на окраїні одного із районів Тарасівки — Хутора, вподовж річки Червона, що впадає в р. Вітянку пролягає так званий Змієвий вал, який понад річкою Червона і річкою Сіверка тягнеться повз Юрівку і Віту-Поштову до Дніпра. Він бере початок від літописного Білгорода, збудованого князем Володимиром. З літопису відомо, що Володимир Святославич відновив цей Змієвий вал і ряд населених пунктів для охорони столиці Русі.

## Історія
Територія сучасної Боярки заселена здавна. Поблизу міста виявлено поселення скіфських часів (VIII—VII ст. до н. е.). Збереглися залишки невеликого слов'янського городища (замковища) часів Київської Русі.

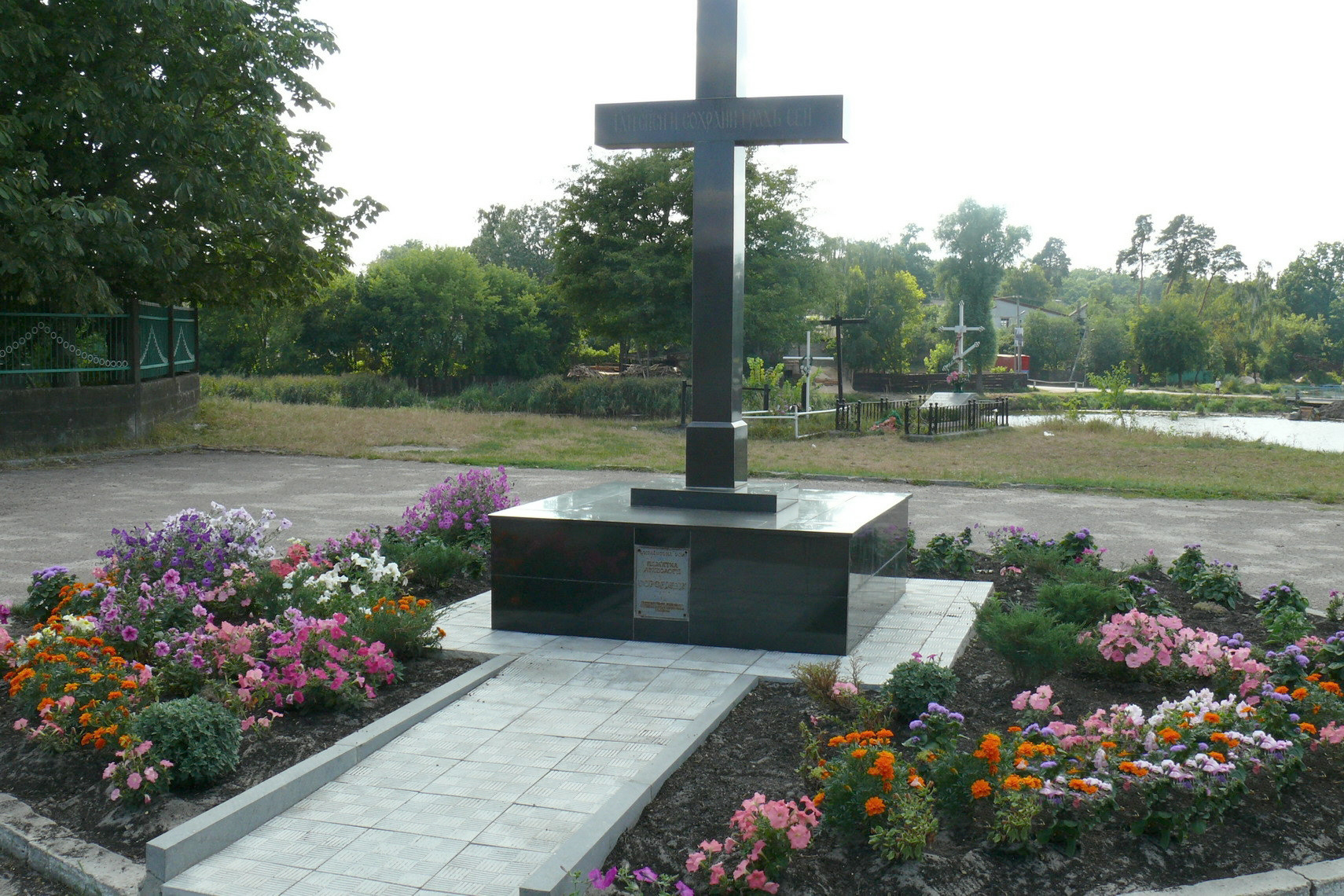
Городище. Археологічна пам'ятка

Це замковище Будаївка — фортифікаційна споруда, що є пагорбом, на якому зараз стоїть місцева Свято-Михайлівська церква і розміщений старий цвинтар. Розмір, форма, навіть те, що городище з усіх боків омивається водою, є свідченням штучного походження пагорба, та дає підстави вважати його оборонною спорудою для захисту від ворогів. Це городище охороняється державою, як історична пам'ятка. В Будаївці існував замок княгині Ольги (Будутин весь) де і народився Володимир Святославович, Великий князь Київський. Будаївка декілька разів змінювала свою назву, а в 1956 році перейменована на Боярка Київської області. На території міста донині існує городище 1-го тисячоліття н. е., оточене штучним руслом, відведеним від колишньої річки Бобредь. Відомості про існування городища з палацом на ньому існують у Ставропігійній грамоті Андрія Боголюбського 1159 року.
Замковище перейшло у спадок Києво-Печерському монастирю. Тут існував Лаврський двір з келіями і дерев'яною церквою. Документи повідомляють, що тут мешкали лаврські посполиті в кількості 131 особа, а навколо протягався Лаврський бір.
Біля городища розрослося село Будаївка, згадка про яке в історичних документах відноситься до початку XVI ст. Тоді ця територія перебувала під владою Великого князівства Литовського, а після Люблінської унії 1569 року воно увійшло до складу Речі Посполитої. Будаївку на деякий час захопили князі Корецькі, які володіли Білогородкою. Після обстеження будаївських земель князь Острозький зробив опис і в 1586 році король Речі Посполитої Стефан Баторій повернув землі Києво-Печерському монастирю, які були у їх володінні з 1159 року згідно зі Ставропігійною грамотою, підписаною князем Андрієм Боголюбським.
Згідно з Андрусівським договором поляків та московитів, 1667 року село закріплено за Лівобережною Гетьманщиною й увійшло до складу Київського полку.
Як випливає з документів першої половини та середини XVIII століття, всі села навколо Будаївки належали київським монастирям. Точно невідомо, коли і за яких обставин вона увійшла або повернулася до володінь Києво-Печерської лаври. Їх регіональним центром було місто Васильків. Будаївка належала підрозділу Києво-Печерської лаври — Больницькому монастирю при Троїцькій надбрамній церкві.
У першій половині XVIII століття село почало відроджуватися, зокрема, на пагорбі-дитинці над річкою Притвіркою (давня назва Бобредь) з'явилася церква на честь Воскресіння Господнього. 1745 року є відомості про наміри щодо її побудови, а 1756 року була проведена інвентаризація нової церкви. Щоправда, перший постійний священик з'явився близько 1757 року; ним став киянин Федір Каленівський. Про зовнішній вигляд церкви ніяких відомостей не збереглося. Уже через 10 років Будаївська церква згадується під назвою св. Жінок-Мироносиць.
Відповідно до опису 1781 року, у Будаївці було 22 хати; з них 20 хат посполитих, 1 попівська хата й 1 дяківська. Був також «лаврський двір» з келіями і дерев'яною церквою, яка домінувала над селом. «Посполитих лаврських», тобто мешканців, у Будаївці була 131 душа; з них 86 чоловіків та 45 жінок. За описом 1787 року, тут було вже 104 «казенних людей». Києво-Печерській лаврі належала не тільки Будаївка, але і ліс, що її оточував: «Со всех сторон стоит лаврський бор, окружностью в 8 верст».

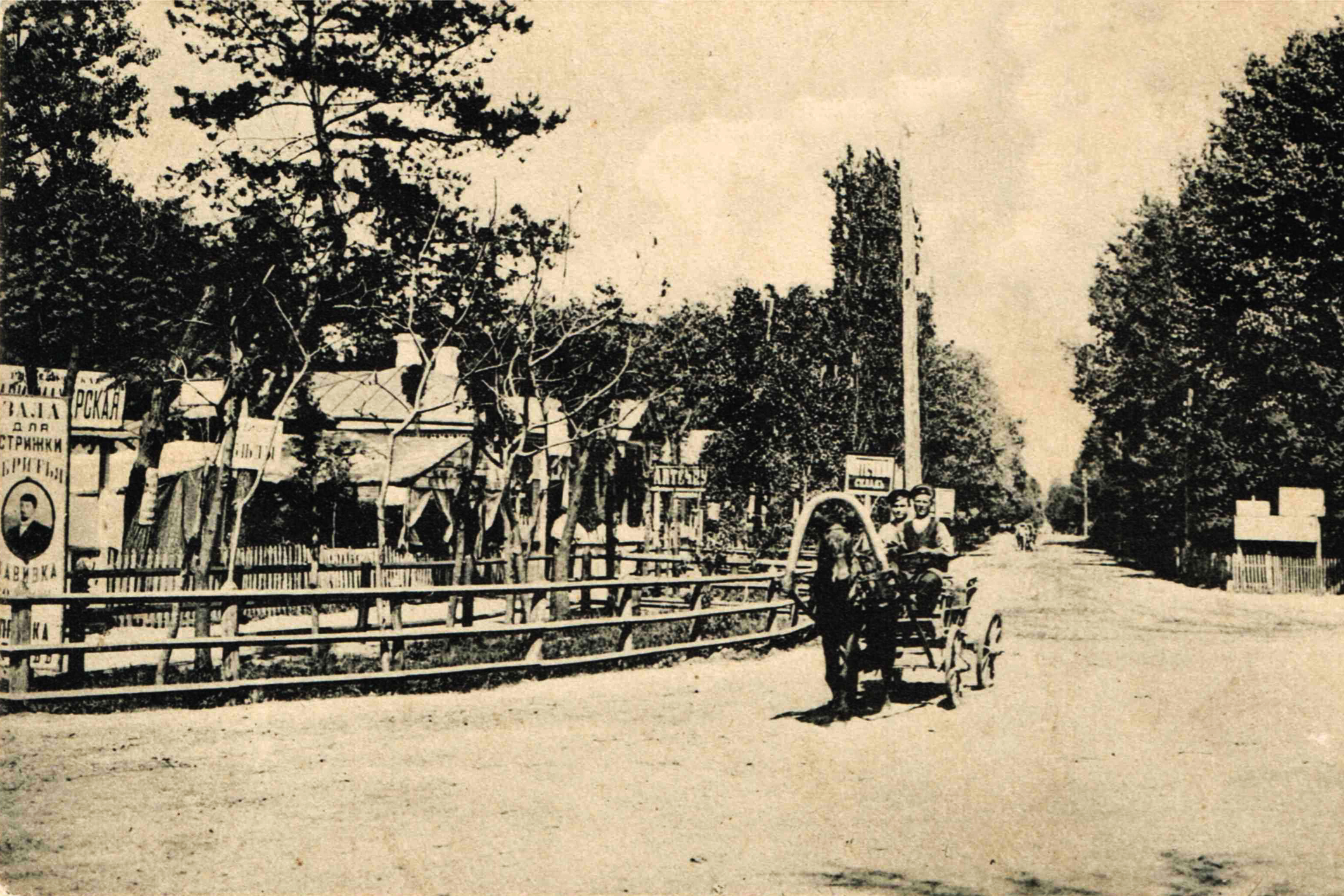
Дачні заміські будинки на вул. Хрещатик

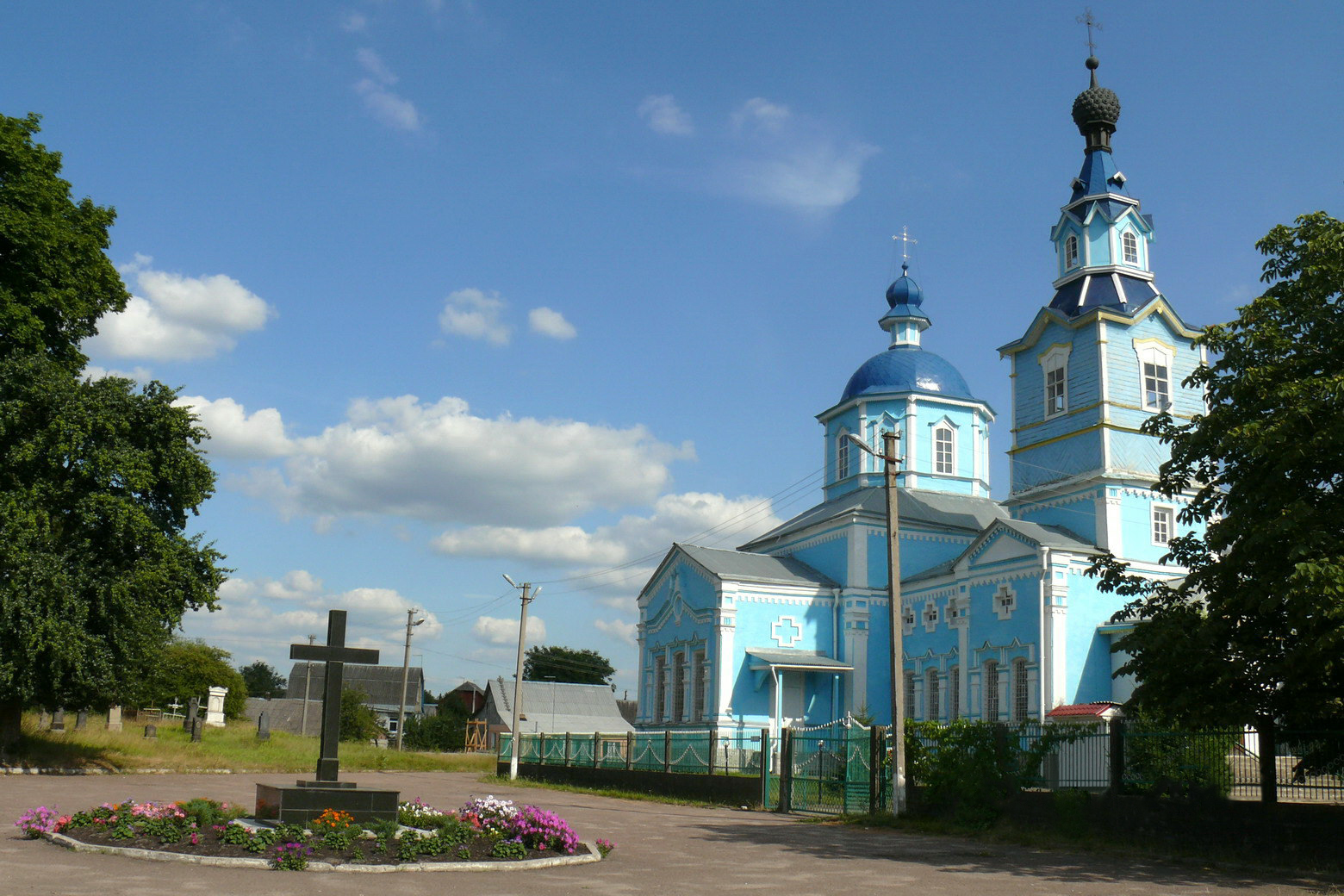
Свято-Михайлівська церква

Володарем села була — Києво-Печерська лавра. Після секуляризації монастирських земель, Будаївка стала державним селом.
Нова сторінка життя Будаївки розпочалась з будівництва у 60-х роках XIX ст. залізниці Київ — Фастів, що проходила повз село Будаївку. Залізнична станція, що виникла тут 1870 року, отримала назву від сусіднього села Боярки (сучасна Тарасівка). Біля станції Боярка почало зростати нове дачне селище, яке невдовзі злилося з с. Будаївка. З 80-х років XIX ст. ця місцевість стала відомою як лікувально-кліматичний курорт для хворих на легені.
З давніх часів, у замковищі Будаївки була дерев'яна церква, яка в 1820 році згоріла. На її місці в 1854 році побудована із залишків Желянської церкви нова, де час від часу проводилося богослужіння. Підземних та інших фундушів не має. Однак у 1860 році до цієї церкви було призначено священика та причетника на утримання парафіян за їхнім проханням.
З побудовою залізниці Київ — Фастів населення Будаївки зростає. Виникає необхідність у будівництві більшої церкви. У 1901 р. поруч зі старою церквою будується церква, що діє. 25 вересня 1901 р. вона освячується Преосвященним Сергієм Єпископом Уманським. Престольний день — 8 листопада в ім'я Архистратига Михайла. Стара ж церква в роки радянської влади використовувалась як склад під зерно, а потім і геть була зруйнована.
1917 року село Будаївка входить до складу Української Народної Республіки. У 1912 році в Будаївці утворено волость, замість Глеваської волості. Видатною і впливовою особистістю був волосний комісар Української Народної Республіки Марко Семенович Шляховий (1887—1921), наречений людом Кармелюк. З часу встановлення радянської влади, з 1921 по 1923 роки — Будаївка є центром Будаївської волості Київського повіту. У 1923—1930 роках — центр Будаївського району. 1930 року Боярка-Будаївка входить до Київської міськради, згодом — до Київського району, який у 1944 році радянська адміністрація перейменувала у Києво-Святошинський.

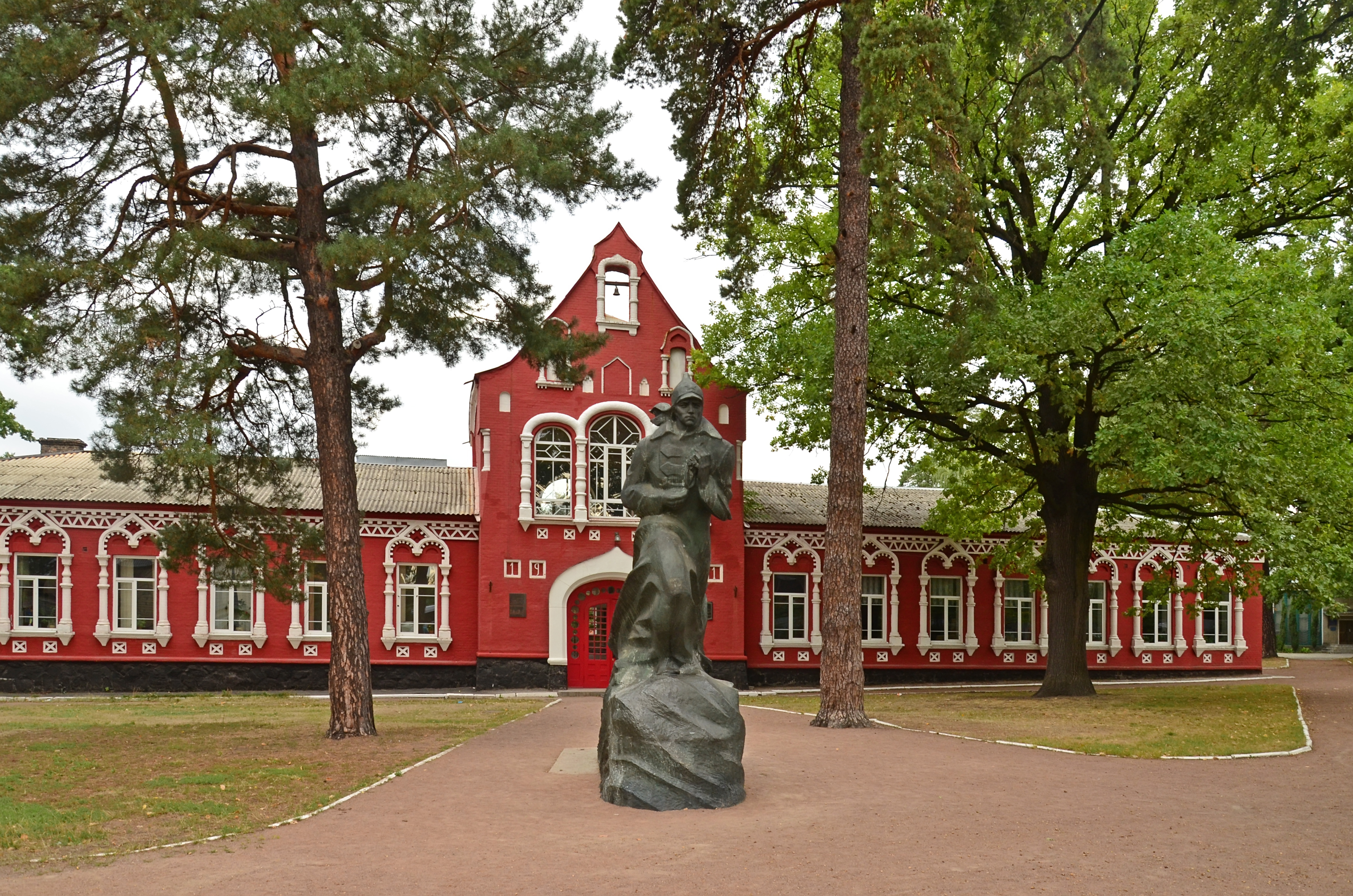
Колишній будинок Боярського сиротинця з домовим храмом, 1915 рік. У листопаді-грудні 1918 року тут розміщувався штаб Осадного корпусу Січових Стрільців на чолі з полковником Євгеном Коновальцем. Зараз в ньому міститься Боярська ЗОШ І-ІІІ ст. № 2.

Після Голодомору 1932—1933 років радянська влада почала зведення лінії Київського укріпленого району (КиУР) — довжиною 55 км, що проходив повз Тарасівку. Згодом, 1939 року, після укладення військового союзу із нацистською Німеччиною, вона була законсервована. І тільки на третій день радянсько-німецької війни командуючий Південно-Західним фронтом генерал Михайло Кирпонос дав директиву про формування частин КиУР. 8 липня будівництво першої лінії, яка проходила через населені пункти Бірки — Білогородку — Тарасівку — Юрівку — Віту-Поштову, було завершено використовуючи каторжну працю навколишніх селян.
Цілих два місяці точилися бої на території району між німецьким та радянськими військами. Німці заволоділи Бояркою 1 серпня 1941 року. Відступили з Боярки 5 листопада 1943 року.
У 1947 р. поряд із селом Тарасівка було прокладено магістральний газопровід Дашава — Київ і збудовано компресорну станцію на землях села Тарасівка. Біля неї на землях села Тарасівка почалося будівництво селища газовиків. З 1955 року вся територія між цим селищем і Бояркою була відведена під індивідуальну забудову.
4 листопада 1957 р. новоутворенні на землях села Тарасівка поселення Ново-Боярка та Ново-Тарасівка включено в межі новоутвореного міста Боярка.
Чисельність населення 8,6 тис. осіб у 1939 р., 19,5 тис. осіб у 1959 р.

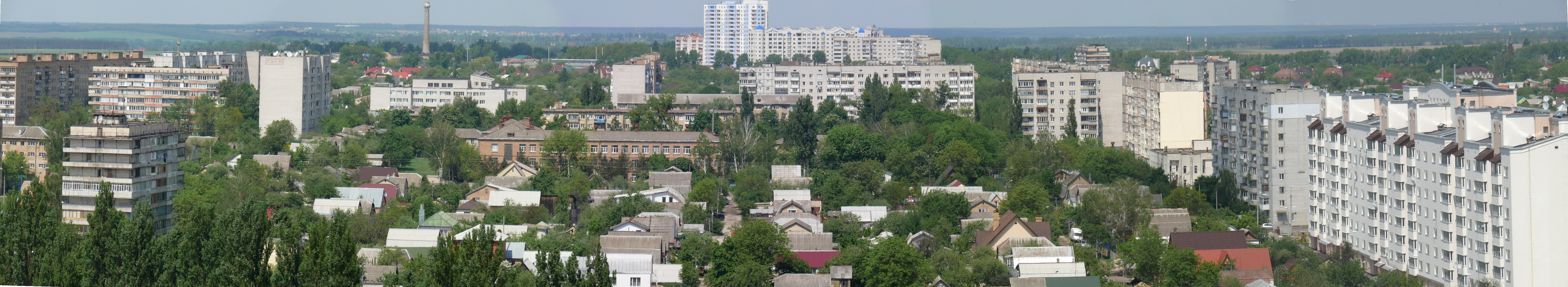
Заводський мікрорайон

Значно виросло місто за останні 30 років минулого століття. Протягом цих років побудовано і введено в дію машинобудівний завод «Іскра»; сучасні багатоповерхові житлові будинки (загальною площею понад 620 тис. м²); середню загальноосвітню школу № 5; районну класичну гімназію; центр творчості дітей та молоді «Оберіг»; міську бібліотеку; районний Будинок урочистих подій; поліклініку та новий лікувальний корпус районної лікарні; обласну дитячу лікарню на вул. Хрещатик; спортивний зал; басейн «Прометей»; автоматичну телефонну станцію; відділення зв'язку № 4; аптеку № 5.

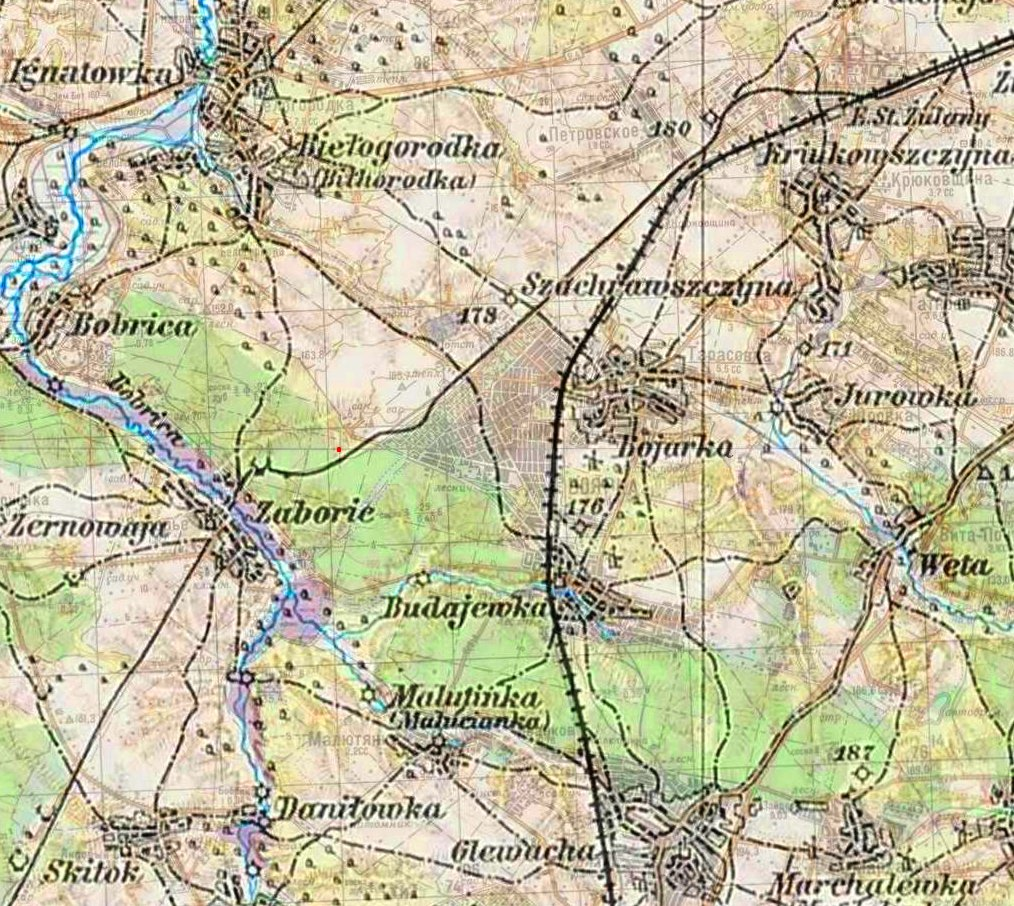
Монтаж топографічних карт знятих 1910 та 1991 року.
Збудовано нове місто (на захід від залізниці), нові квартали Будаївки (на східній околиці), село Нове (там, де стоїть відмітка «176»). Село Будаївку об'єднано з містом Бояркою, а село Боярку перейменовано на Тарасівку.
Відхилення нових вулиць міста від старих доріг не є картографічною помилкою. Все точно.
Фіолетовим кольором показано нові ставки.
Координати червоної точки (на захід від міста) — 50.20'N 30.30'E. Сітка 2 км

20 травня 2016 року Святійший Патріарх Київський і всієї Руси-України Філарет у Боярці звершив чин освячення храму на честь святителя Миколая, архієпископа Мир Лікійських.
13 листопада 2016 року Блаженніший Макарій, Митрополит Київський і всієї України, Предстоятель УАПЦ освятив новозбудовану каплицю Воскресіння Господнього, яка була збудована завдяки старанням благочинного Київського деканату митр. прот. Димитрія Присяжного та громади УАПЦ Боярки.

## Населення

### Динаміка населення
| 1781  | 1787  | 1885  | 1897  | 1900  | 1926  | 1939  |
| ----- | ----- | ----- | ----- | ----- | ----- | ----- |
| 131   | 104   | 926   | 1308  | 1490  | 4088  | 8635  |
|       | ▲     | ▲     | ▲     | ▲     | ▲     | ▲     |
| 1959  | 1970  | 1979  | 1989  | 2001  | 2003  | 2005  |
| 19465 | 28991 | 34197 | 38773 | 35968 | 35632 | 35339 |
| ▲     | ▲     | ▲     | ▲     | ▼     | ▼     | ▼     |
| 2011  | 2014  | 2016  | 2019  | 2020  | 2021  | 2022  |
| 34951 | 35558 | 35524 | 35411 | 35376 | 35312 | 34394 |
| ▼     | ▲     | ▼     | ▼     | ▼     | ▼     | ▼     |

### Національний склад
Розподіл населення за національним складом за даними перепису 2001 року:
| Національність | Відсоток |
| -------------- | -------- |
| Українці       | 87,67    |
| Росіяни        | 10,32    |
| Білоруси       | 0,61     |
| Поляки         | 0,26     |
| Вірмени        | 0,23     |
| Євреї          | 0,12     |

### Мовний склад
Рідна мова населення за даними перепису 2001 року:
| Мова       | Чисельність, осіб | Доля     |
| ---------- | ----------------- | -------- |
| Українська | 29 759            | 86,25 %  |
| Російська  | 4 522             | 13,11 %  |
| Інше       | 221               | 0,64 %   |
| Разом      | 34 502            | 100,00 % |

## Транспортне сполучення
Місто Боярка має вдале географічне положення. До столиці можна дістатися за допомогою залізниці за 25 хвилин та автотранспорту (маршрутним таксі) за 40 хвилин. У напрямку Києва та зворотньо кожні 5-10 хвилин курсують 7 маршрутів, якими можна дістатися будь-якої околиці правого берега столиці. Місто межує з Одеською трасою, має одну залізничну станцію Боярка та зупинний пункт Тарасівка. На станції зупиняються електропоїзди підвищеного комфорту далекого сполучення, та приміські електропоїзди. Наявні 5 відділень Укрпошти, 5 відділень Нової пошти, вантажного перевізника Делівері.

## Економіка
Основними виробничими підприємствами міста є:
- Філія «Виробниче ремонтно-технічне підприємство „Укргазенергосервіс“» ПАТ «Укртрансгаз»
- Філія «Управління „Укргазтехзв'язок“» ПАТ «Укртрансгаз»
- Боярське лінійне управління магістральних газопроводів
- Завод «Вентс»; ВАТ «Арксі»
- ЗАТ Боярська швейна фабрика «Мальва»
- Боярська лісодослідна станція
- ТОВ «Меблева фабрика LATO»[20]
- ТОВ «Силует» та інші.

Близько 900 підприємств займаються торговельною діяльністю.

## Освіта
У місті 5 шкіл і Києво-Святошинська районна класична гімназія, 7 дитячих садів, Боярській БК, Районний центр дитячої творчості «Оберіг», Приватна загальноосвітня школа для дівчаток I—II ст. ЛЕДІ, Музична школа, Спецшкола-інтернат для дітей з ослабленим зором.
Неповну вищу освіту можна здобути в Боярському коледжі екології і природних ресурсів.
Загально Освітня Школа «Виноградник» (I—III ст.)

## Культура, рекреація та дозвілля, пам'ятники

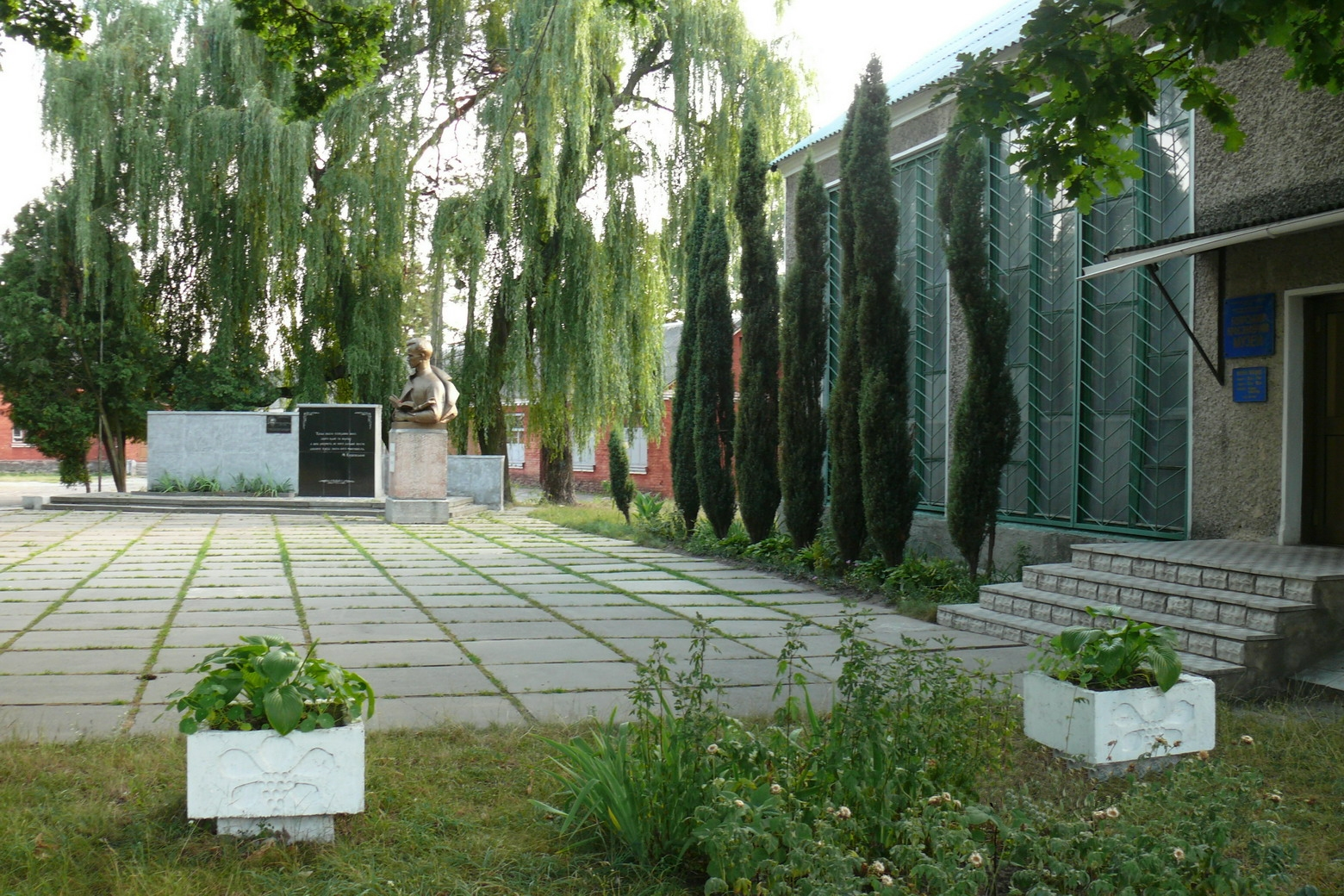
Краєзнавчий музей

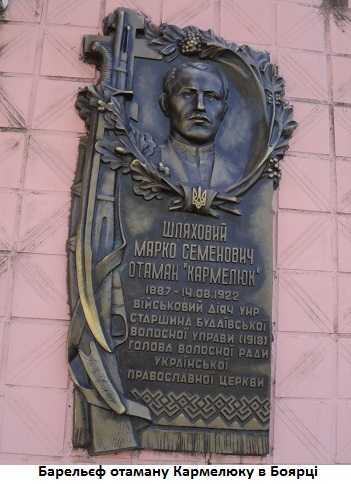

У Боярці є краєзнавчий музей (створений на базі літературно-меморіального музею М. О. Островського), який займається збереженням історичних та культурних цінностей. Колекція музею налічує понад 9 тисяч предметів основного та науково-допоміжного фондів. Музей проводить просвітницько-виховну роботу, різноманітні виставки, презентації, творчі зустрічі, які сприяють перетворенню музею в осередок культурного життя міста та району. Значне місце в експозиції музею займають роботи художників К. Полякової та В. Григор'єва. У фондах музею зберігається понад тисячу оригінальних робіт цих митців.
У місті розташовано понад 40 об'єктів загальнодержавного, обласного і районного значення. Вигідне місцезнаходження Боярки в півколі великих зелених масивів обумовлює сприятливий мікроклімат місцевості для розташування тут багатьох курортно-оздоровчих та лікувальних закладів. Серед них — дитячий санаторій «Барвінок», Київська обласна дитяча лікарня; Київський обласний будинок дитини, будинок відпочинку УТОС; Києво-Святошинська центральна районна лікарня, Київська обласна туб лікарня. У Боярці також розташований Києво-Святошинський центр соціально-психологічної реабілітації населення та його інформування з питань подолання наслідків Чорнобильської катастрофи, створений у 2000 р. за сприяння Чорнобильської програми ООН.

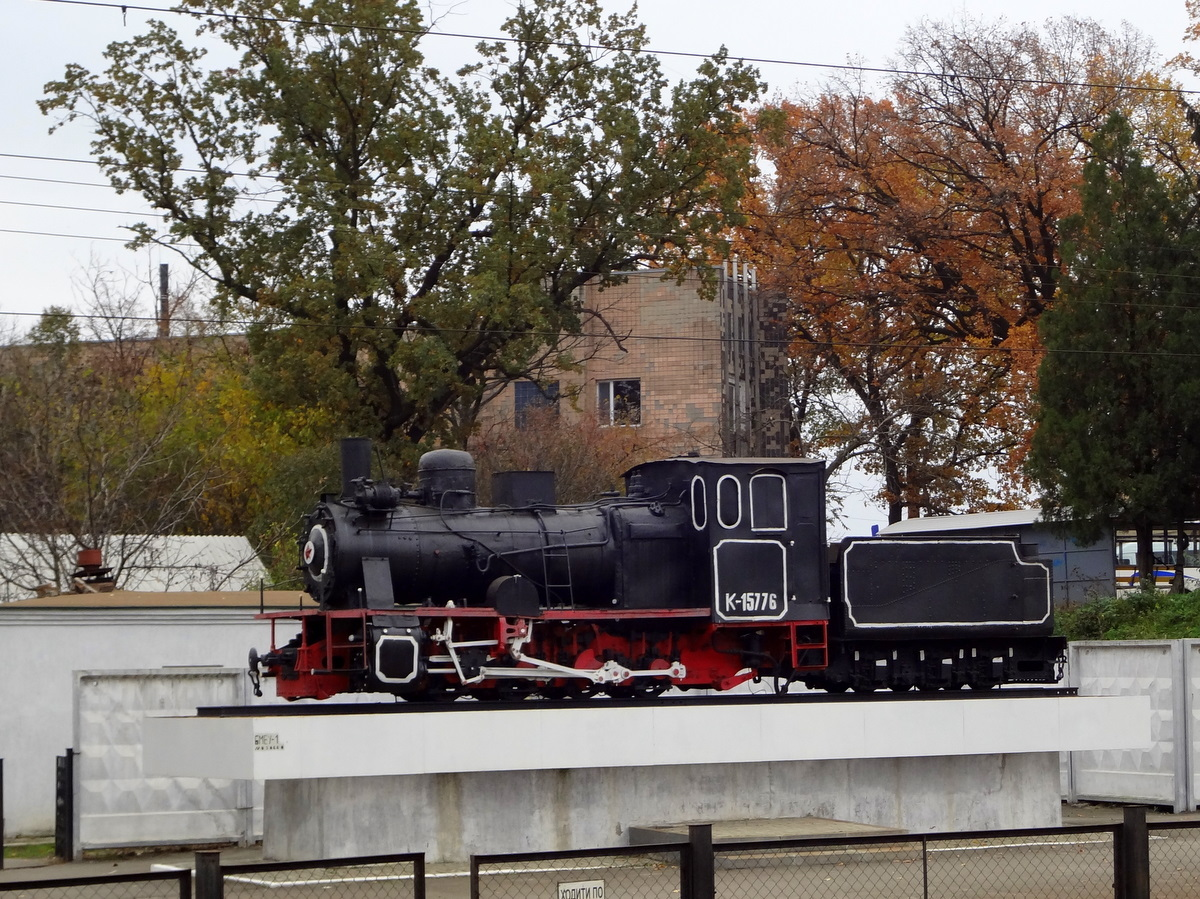
Історична пам'ятка

У місті встановлено кілька барельєфів героям Української революції 1917—1921 років і радянських пам'ятників, що відображають історію міста:
- Барельєф Євгену Коновальцю на приміщенні ЗОШ № 2.
- Барельєф отаману волосного Вільного козацтва Кармелюку (Марку Шляховому) на приміщенні будинку культури.
- Пам'ятник П. Корчагіну (арх. А. Харченко, скульп. Анатолій Ігнащенко, 1979).
- Пам'ятник Юрію Отмарштейну (2018).
- Паровоз К-15776 «Кукушка»[21] (1989), встановлений на вічну стоянку в Боярці як символ порятунку Києва від паливної кризи в холодну зиму 1921 року. Він єдиний представник цієї серії в Україні.

У старій частині міста знаходиться Будаївський цвинтар на вулиці Зеленій. Тут поховано шістьох воїнів Армії УНР. П'ятьох поховали у листопаді — грудні 1918 року, ще одного — у 1919 році. Цвинтар був знищений радянською владою, частково відновлений у 2013 році.
Щороку у місті проводиться веломарафон Боярка 24.
Починаючи від 2016 року, у місті щорічно проходить історично-музичний фестиваль «Під Покровом Тризуба».

## Об'єднання
Об'єднання міста Боярка зі селищем Тарасівка та селом Нове в одне поселення, можливо, надало б реалізувати важливі складні проєкти, такі як будівництво шляхопроводу між Бояркою і Тарасівкою через залізницю.

## Відомі люди

### Боярка і відомі творчі особистості

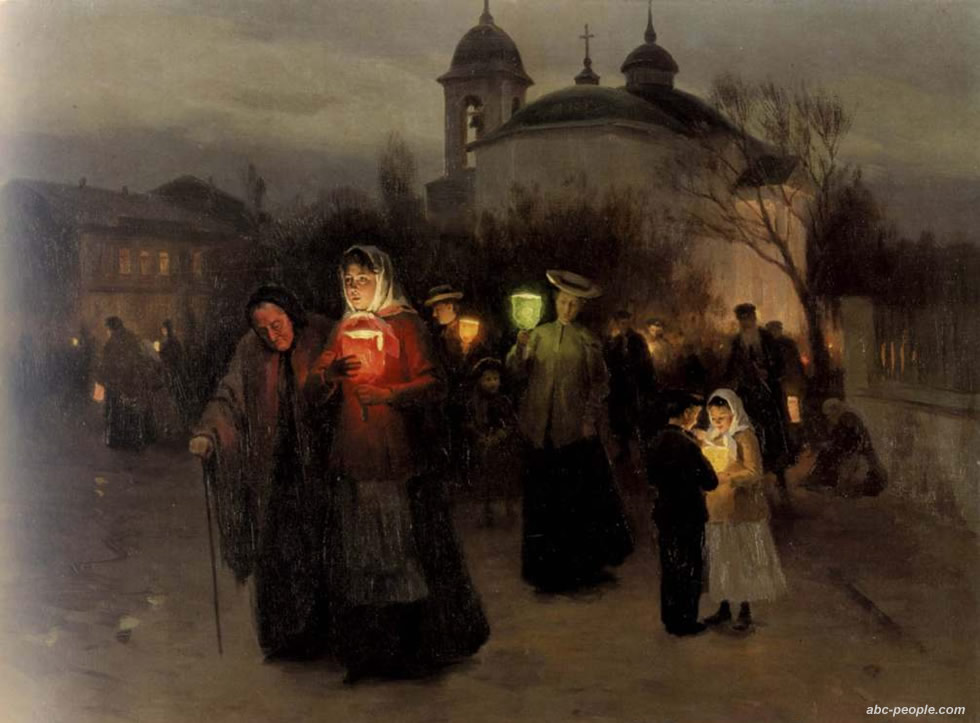
М. К. Пимоненко. Вихід із церкви у Великий четвер

З Бояркою пов'язані імена визначних діячів науки і культури, які в різні часи відпочивали і лікувалися в цьому місті:
 
- Український письменник, фольклорист, етнограф і філолог Борис Грінченко.
- Видатний український художник, академік живопису, Микола Пимоненко.
- Український поет, сатирик, перекладач Володимир Самійленко (похований в Боярці у 1925 р. на слов'янському городищі біля Свято-Михайлівської церкви)
- Видатна українська актриса Марія Заньковецька.
- Великий український композитор Микола Лисенко (одна частина опери «Тарас Бульба» написана ним у Боярці).
- Російський поет Семен Надсон (його ім'ям названа долина у боярському лісі).
- Видатний єврейський письменник Шолом-Алейхем (під час перебування у Боярці ним були написані твори «Тев'є-молочник», «Дачна кабала», які увічнили Боярку під назвою Бойберик).
- У Боярці лікувався та помер російський поет-авангардист 1920-х років Ігор Юрков. Його могила, що з часом зрівнялася із землею, розташована на краєчку найстарішого в Боярці кладовища. Її досі ніяким чином не позначено.

З Бояркою також пов'язані імена заслужених художників України Ф. Т. Глущука, Ю. П. Мохора, О. К. Терентьєва, О. М. Ткаченка, народного художника Казахстану А. М. Черкаського, художника-авангардиста О. К. Богомазова (у 1913 р. вінчався з В. В. Монастирською в Будаївській церкві); письменників — Якова Баша, В. А. Симоненка, В. О. Забаштанського, О. Міщенка, В. Дубовика та ін.; акторів — М. Садовського, О. Ватулі, Р. Недашківської, І. Миколайчука, М. Оляліна, А. Самініна, В. Сарайкіна, Л. Самаєвої.
З містом Боярка тісно пов'язане ім'я Івана Коваленка (13 січня 1919 року — 18 липня 2001 року), поета, учителя, дисидента, політв'язня радянських часів, котрий прожив у місті майже піввіку. Іменем Івана Коваленка названо одну з боярських вулиць, на якій розташований будинок поета. Щороку у Боярці проходить Молодіжний мистецький фестиваль імені Івана Коваленка, що містить у собі поетичний конкурс «Віршована мелодія», конкурси читців, гітаристів тощо. Основний період свого життя прожив у Боярці син поета Олесь Коваленко — відомий перекладач на англійську мову творів українських класиків.
Боярка також відома такими творчими особистостями, як український письменник-гуморист, публіцист, творець сучасної дитячої прози Микола Герасименко, літератор і краєзнавець Іван Іванов; поети Анатолій Пастернак та Орися Верба; художники Анатолій Грачов (1922—1998), Василь Ярославський, Віктор Шевченко; письменник, критик і перекладач Володимир П'янов; художник Григорій Балюн.
У Боярці проживає український письменник, громадський і політичний діяч, член Національної Спілки Письменників України, заслужений діяч мистецтв України, лауреат міжнародної літературної премії Івана Багряного та багатьох вітчизняних літературних премій Проценко Володимир Миколайович, який довгий час працював на керівних посадах в районному відділі внутрішніх справ;

### Відомі особистості
- Коновалець Євген Михайлович (1891—1938) — полковник Армії УНР, командант УВО, голова Проводу українських націоналістів (1927), перший голова ОУН (з 1929), один із ідеологів українського націоналізму. В листопаді-грудні 1918 року розмістив штаб Осадного корпусу Січових стрільців в приміщені нинішньої ЗОШ I—III ст. № 2.
- Марко Семенович Шляховий (1887—1921), наречений людом Кармелюк, комісар Будаївської волості в складі Української Народної Республіки.

Упродовж багатьох років у боярських навчальних закладах працював Олександр Істер, учитель-методист, автор багатьох підручників та інших навчально-методичних видань із шкільної математики.
- Рибачук Сергій Володимирович — головний сержант Збройних сил України, учасник російсько-української війни, відзначився у ході російського вторгнення в Україну, нагороджений орденом «За мужність» III ступеня (2022) — за особисту мужність і самовіддані дії, виявлені у захисті державного суверенітету та територіальної цілісності України, вірність військовій присязі. Проживає в місті Боярка.
- Горбачов Юрій Іванович (1963—2019) — український художник аквареліст, член спілки кримських художників.

### Відомі уродженці
У Боярці народились такі визначні особи:
- Баленок Сергій Володимирович — графік, художник, ілюстратор, художній редактор видавництва «Білорусь» (Мінськ), Член Спілки художників БРСР та Білоруського союзу художників, науковий співробітник Національного центру сучасних мистецтв Республіки Білорусь.
- Володимир Святославич — великий князь Київський (979–1015), правитель і хреститель Київської Русі.
- Горобець Руслан Борисович — радянський український співак, композитор, аранжувальник, Заслужений артист Росії, Заслужений діяч мистецтв Росії.
- Диченко Михайло Петрович — український астроном. Основні роботи стосуються астронометрії і теорії астрономії.
- Євген Гудзь — вокаліст і засновник американської групи Gogol Bordello, актор і діджей, українець за походженням.
- Зельдич Ася Давидівна — художниця скла, Заслужений художник УРСР (1985).
- Зубченко Олександр Михайлович — український письменник.
- Кістяківський Георгій Богданович, американський фізико-хімік, співавтор першої атомної бомби.
- Клименко Юрій Аркадійович — український дипломат, постійний представник України при Відділенні ООН та інших міжнародних організаціях у Женеві.
- Коваленко Валентина Миколаївна — лікар-токсиколог, доктор біологічних наук, професор.
- Котовенко Андрій Сергійович (1983—2022) — солдат Збройних сил України, учасник російсько-української війни. Призер Ігор нескорених-2020.
- Кучеренко Марія Олександрівна — українська поетеса.
- Кушніров Арон Давидович (Арн Кушнірович) — єврейський драматург, поет, прозаїк та перекладач радянських часів.
- Лахтадир Галина Семенівна — українська оперна співачка, лауреат Сталінської премії (1949), заслужена артистка Української РСР (1950) (у дитинстві Ганна).
- Лахтадир Максим Васильович — солдат Збройних сил України, учасник російсько-української війни, кавалер ордена «За мужність».
- Левін Максим Євгенович, більш відомий як Макс Левін — український фотокореспондент, документальний фотограф, загинув під час російського вторгнення в Україну 2022 року.
- Лобко Василь Федотович (1914—1995) — український поет, захисник української мови, шестидесятник, в'язень радянських таборів.
- Матвійчук Олександра В'ячеславівна українська правозахисниця, голова організації «Центр громадянських свобод», яка у 2022 році отримала Нобелівську премію миру.
- Микульський Аркадій Миколайович — український кінорежисер, лауреат Національної премії України ім. Т. Г. Шевченка (2002).
- Чайковський Андрій Федорович — контр-адмірал флоту, державний діяч Російської Федерації.
- Прокопенко Микола Антонович — майстер-реконструктор і дослідник українського музичного інструментарію.

## Міста-побратими
Боярка має декілька міст-побратимів з Європи.
- Пулави, Польща (2001)[26]
- Бзіни, Словаччина (2013)
- Мартвілі, Грузія (2019)
- Озургеті, Грузія (2019)
- Чарнкув, Польща (2022)
- Біржай, Литва (2022)
- Устка, Польща (2022)
- Біржай, Литва (2024)
- Ропажі, Латвія (2024)
- Джовінаццо, Італія (2024)
- Палезо, Франція (2024)
- Карпі, Італія (2024)

### Колишнє співробітництво
- Несвіж, Білорусь (2007-2022). У зв’язку із захистом суверенітету та територіальної цілісності України, національних інтересів, національної безпеки, враховуючи повномасштабну війну, яку Російська Федерація розв’язала й веде проти України та українського народу із залученням Республіки Білорусь, та з порушенням норм міжнародного права, вчиняючи злочини проти людства, виходячи з положень Конституції України, Декларації про державний суверенітет України та загальновизнаних міжнародних норм і правил, зокрема щодо суверенного права України на захист, враховуючи Указ Президента України № 64 «Про введення воєнного стану в Україні», затверджений Законом України «Про затвердження Указу Президента України «Про введення воєнного стану в Україні» від 24 лютого 2022 року № 2102-IX, керуючись п.20 ст. 42 Закону України «Про місцеве самоврядування в Україні» та на виконання листа Фастівської районної військової адміністрації від 13.05.2022 №06-69/606 щодо розірвання угод, а також припинення будь-яких зв’язків з адміністративно-територіальними одиницями Російської Федерації та Республіки Білорусь. [27][28]

## Галерея

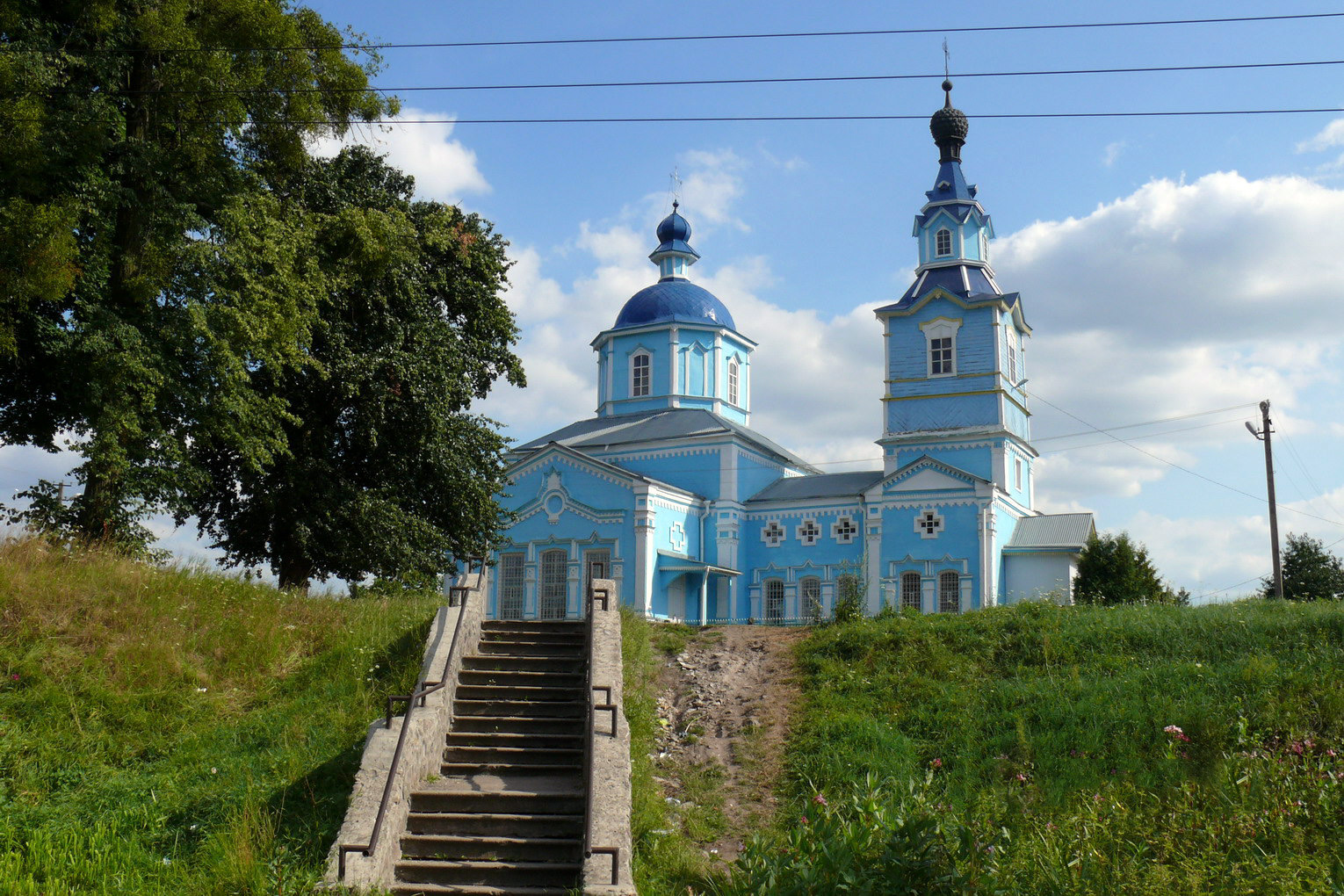
Свято-Михайлівська церква
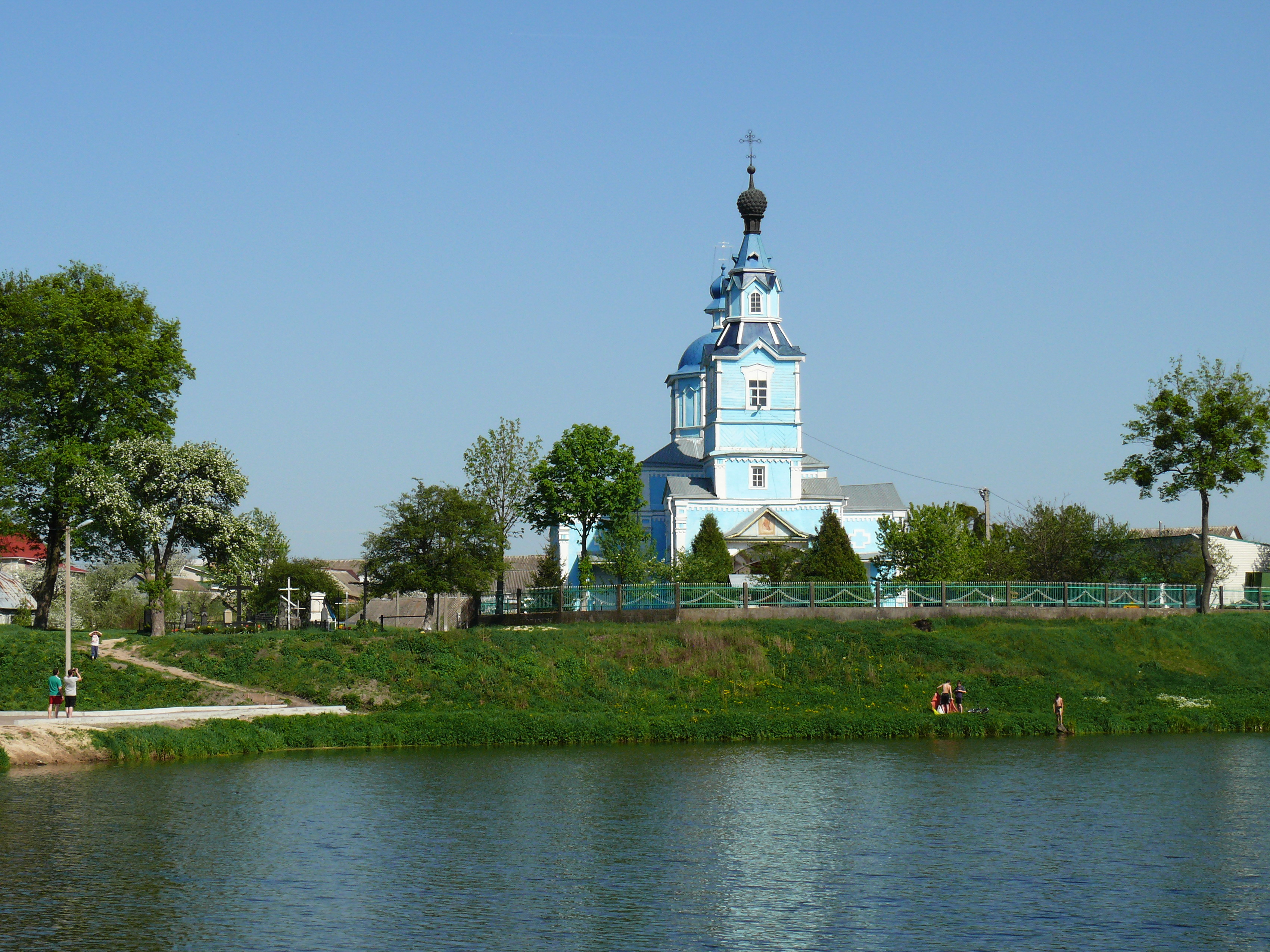
Свято-Михайлівська церква
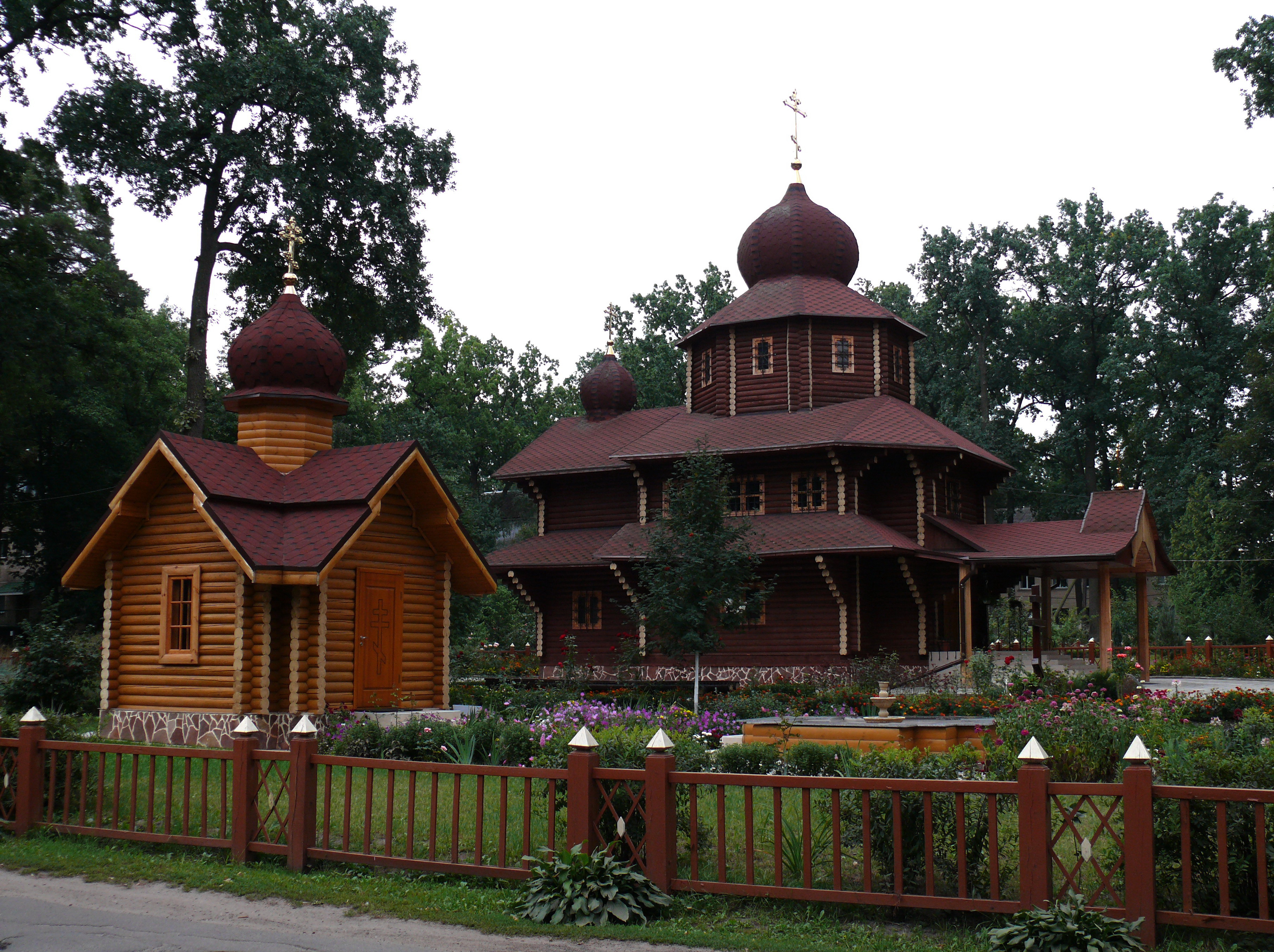
Храм Винесення Чесних Древ Хреста Господня
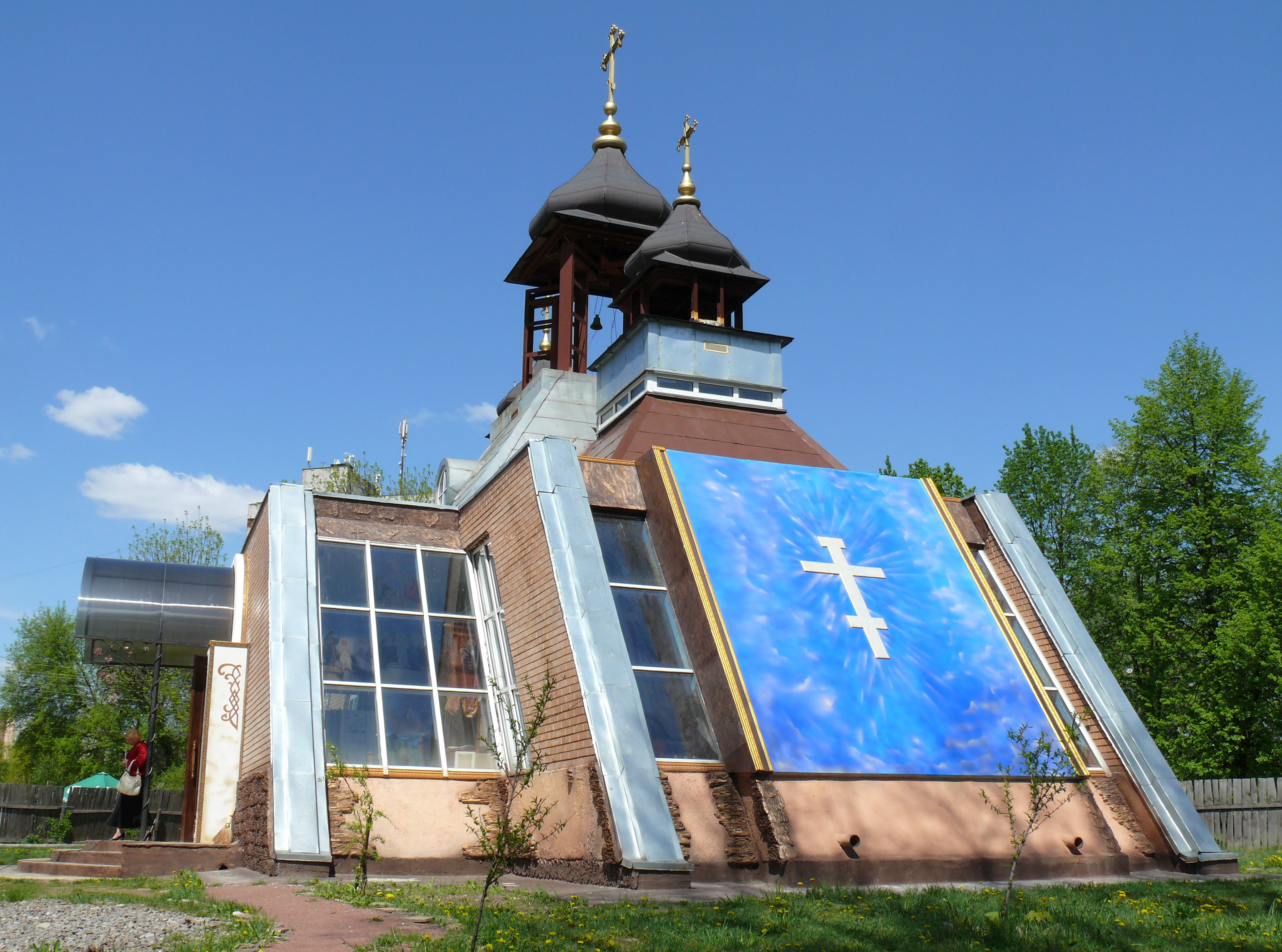
Свято-Покровська церква
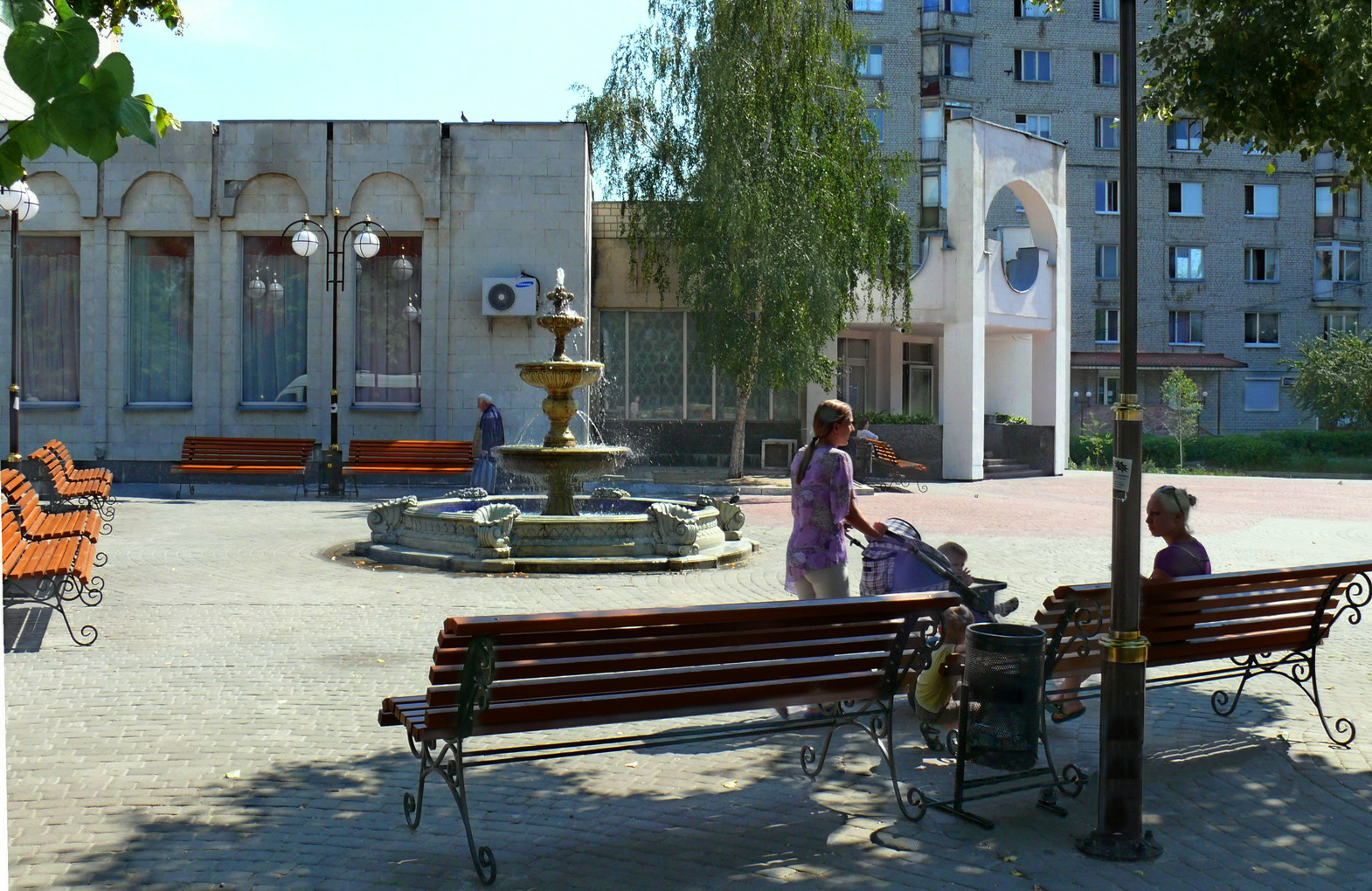
Будинок урочистих подій (РАЦС)
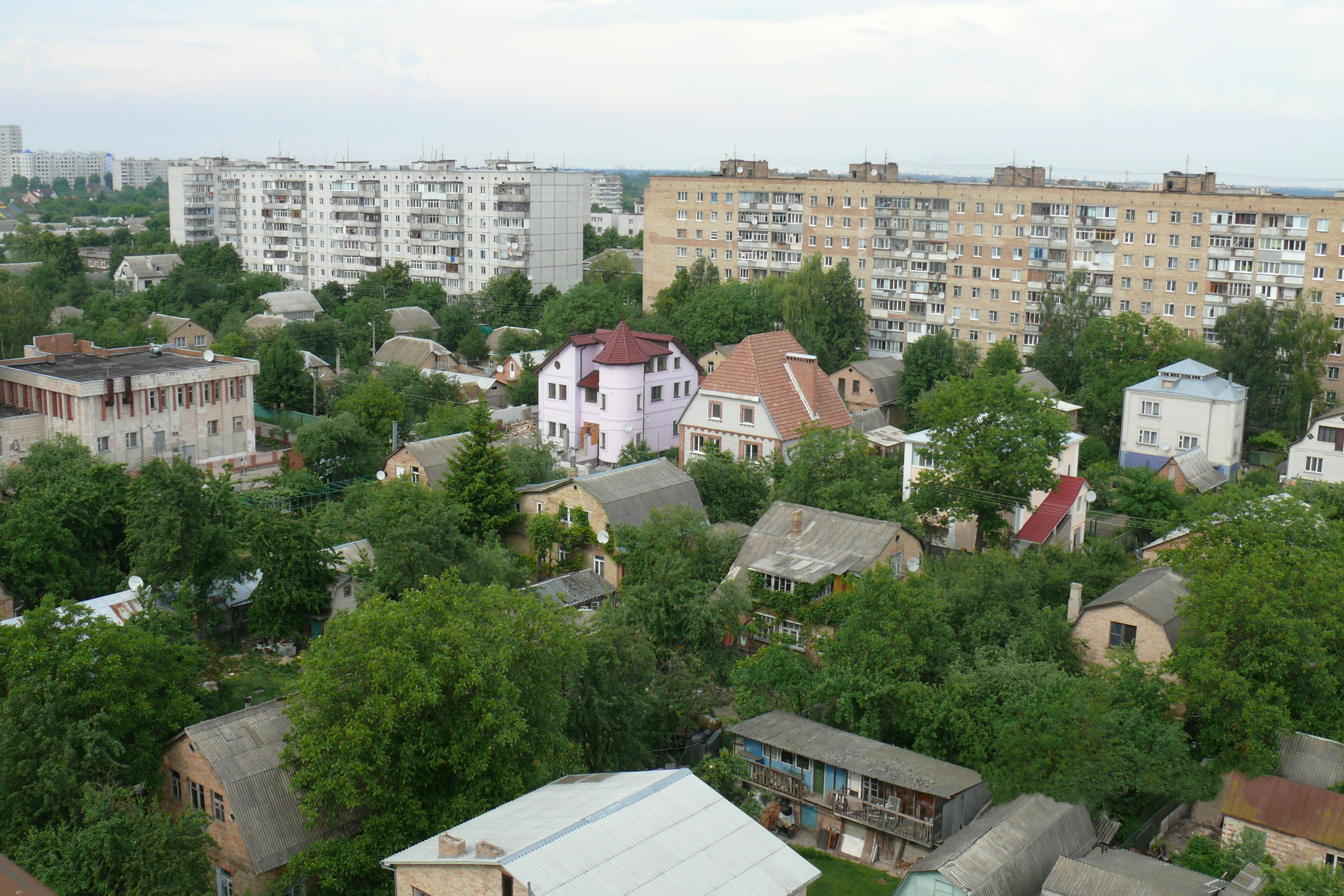
Вулиця Лінійна, 28, 30
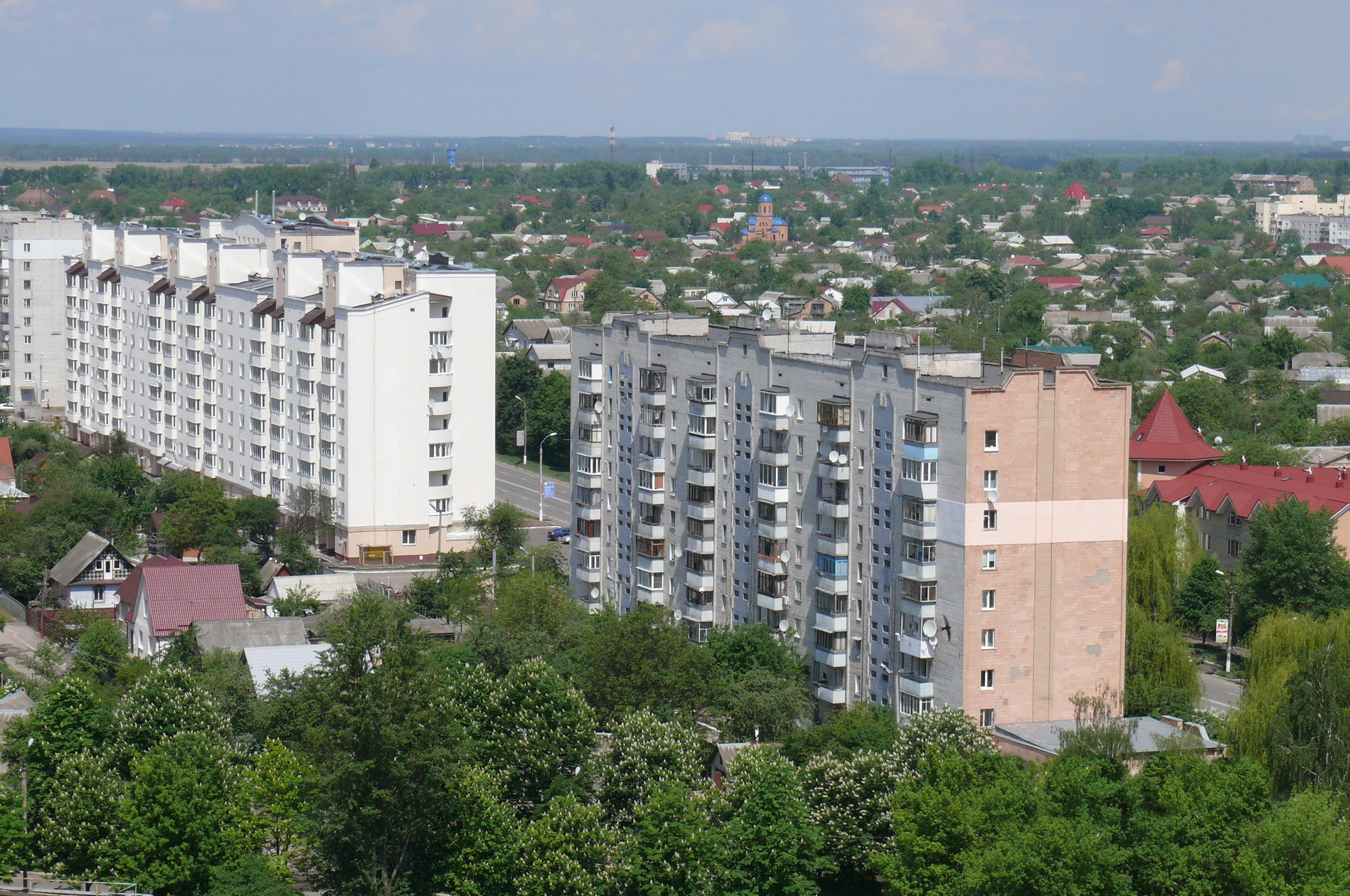
Багатоповерхівки на вулиці Білогородській
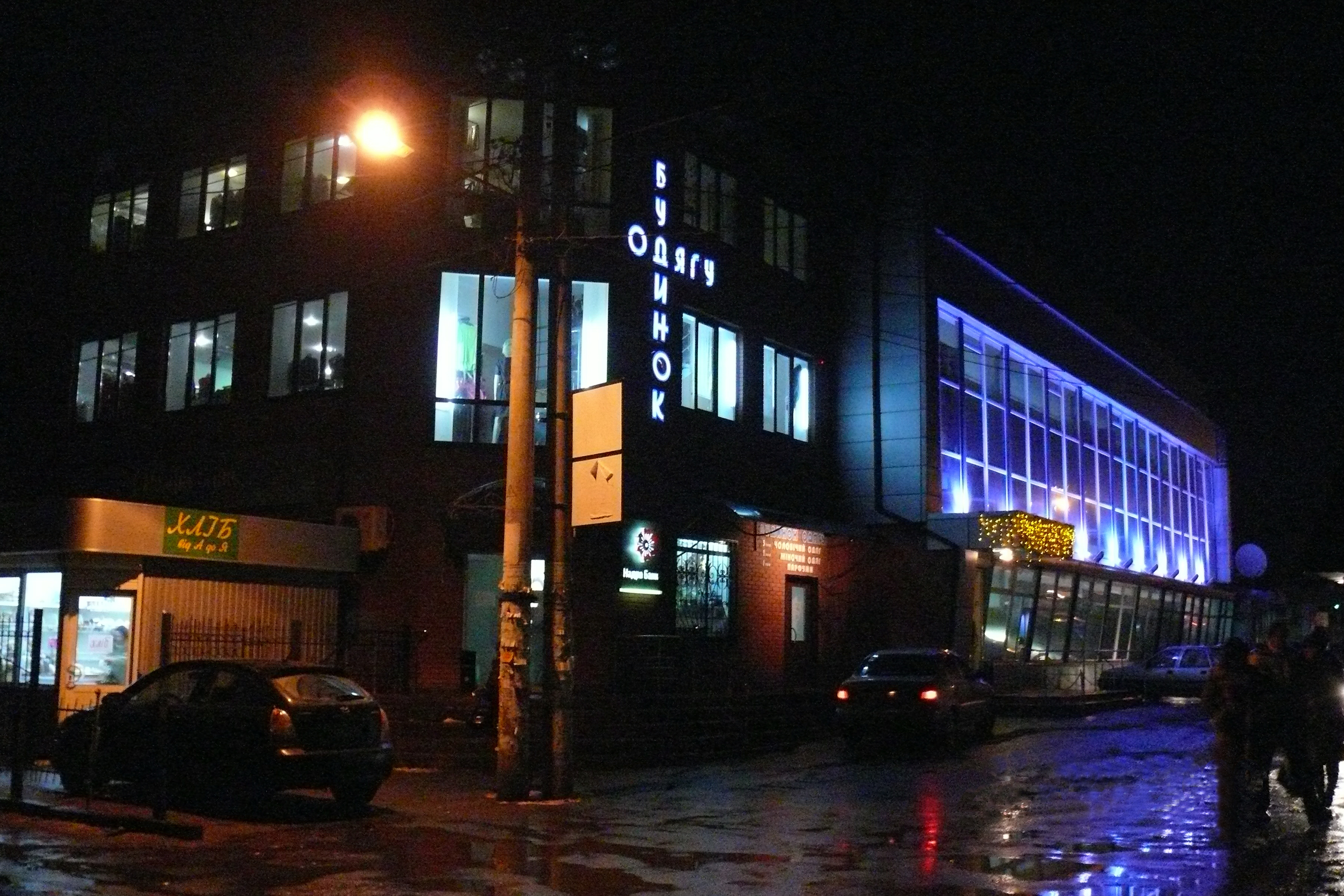
КООП Універмаг після реконструкції
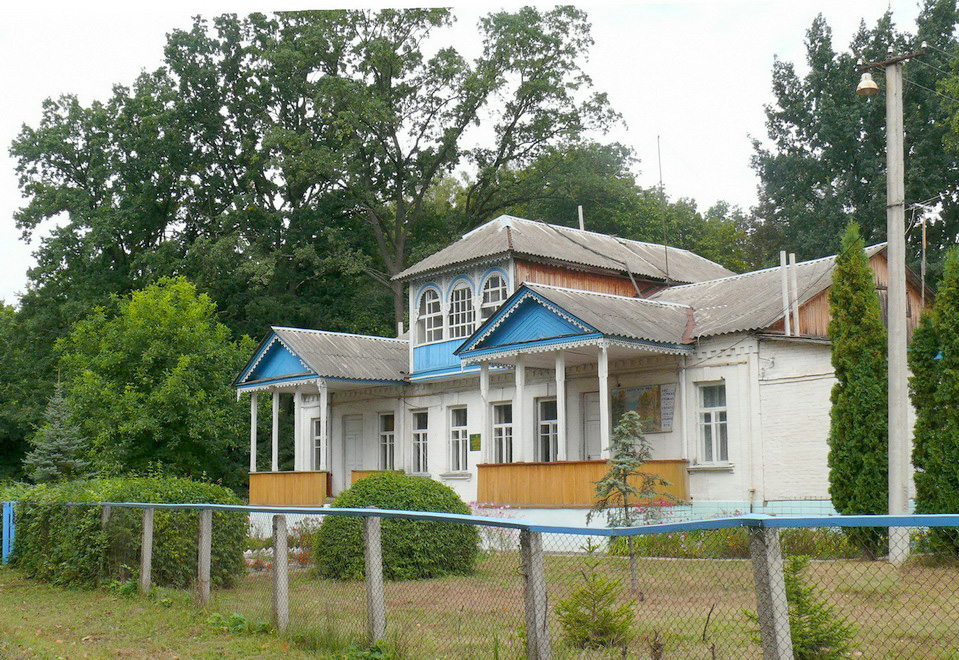
Лісництво (2009 рік)
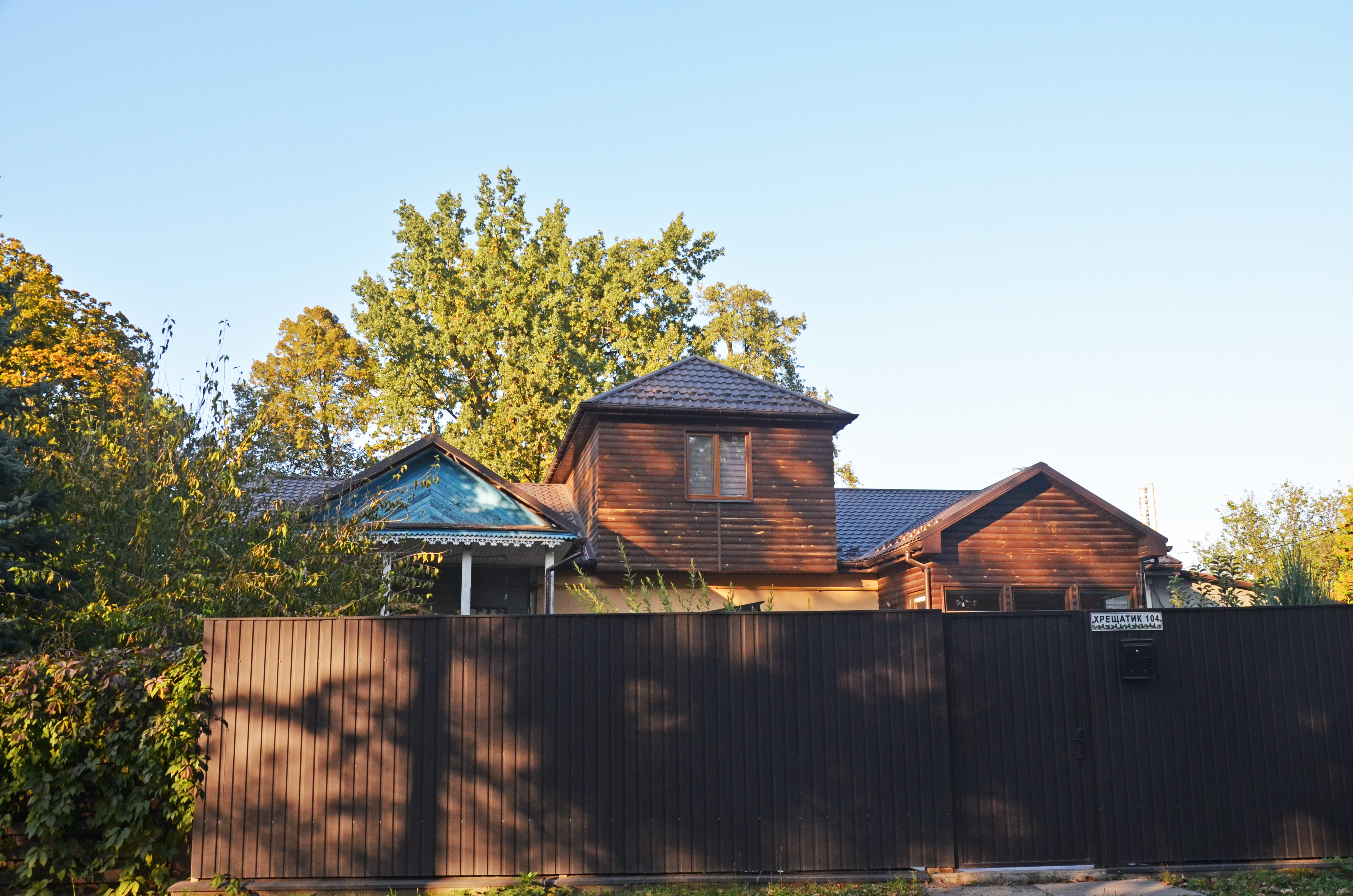
Лісництво (2021 рік)
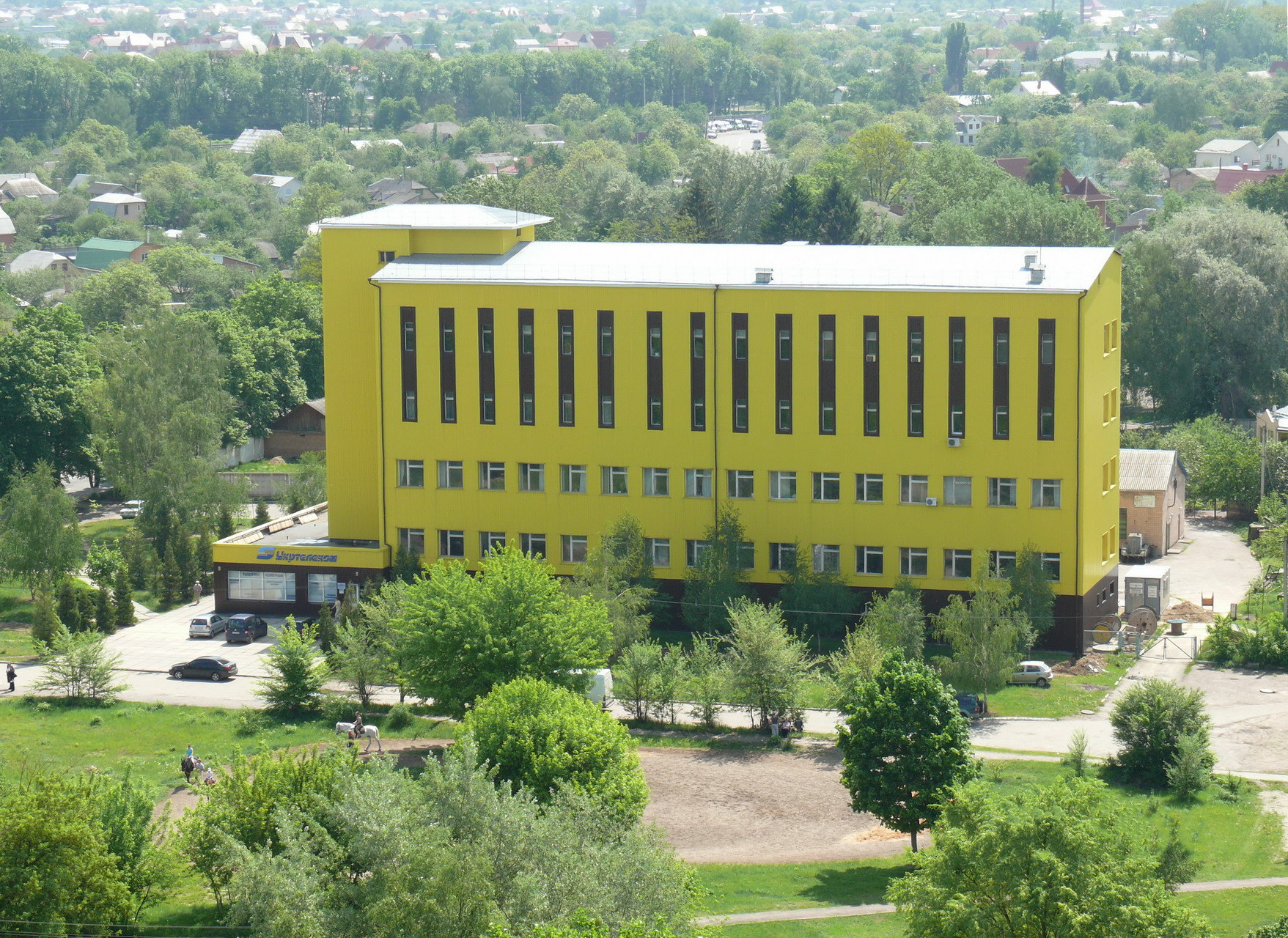
Відділення Укртелекому
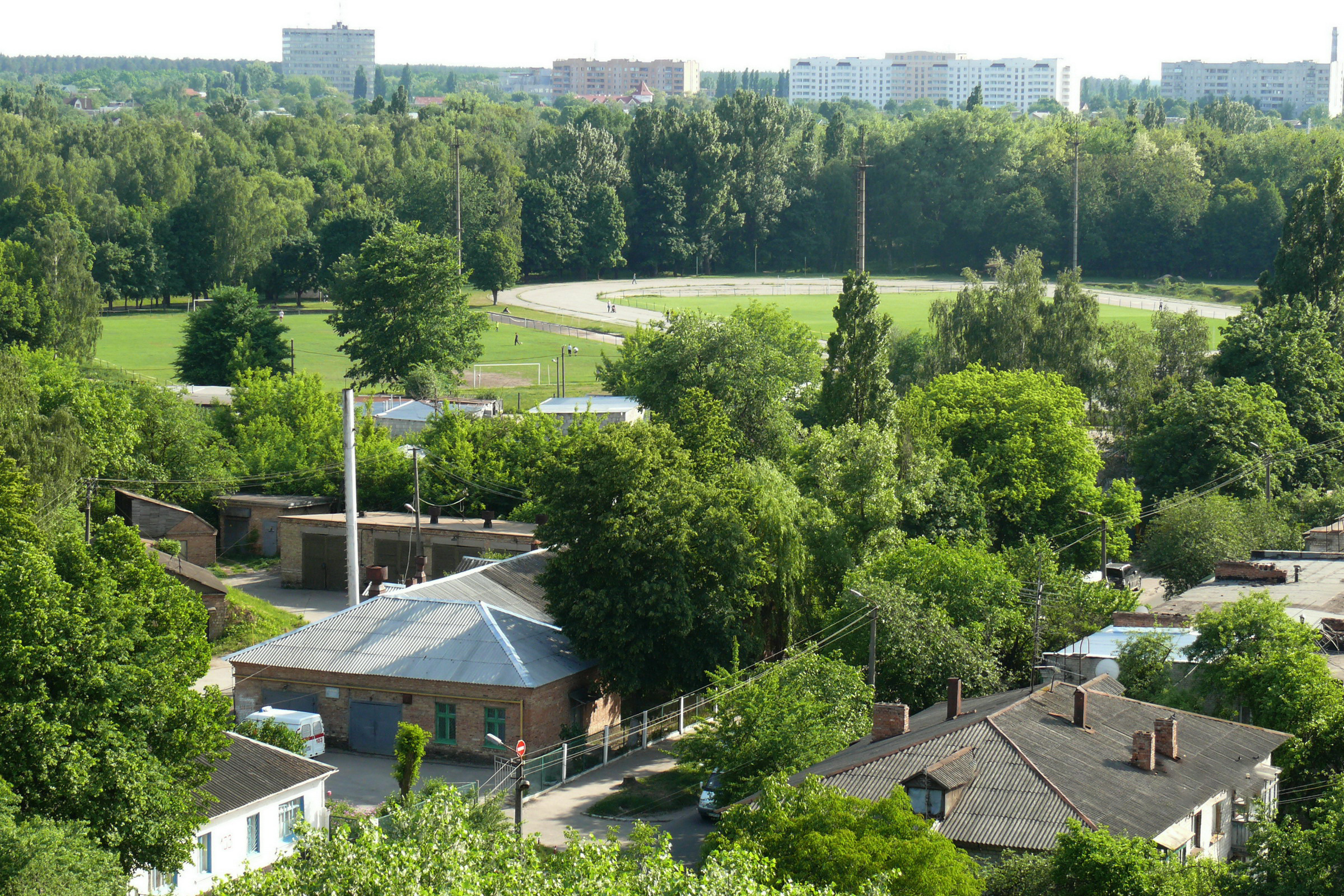
Парк імені Шевченка
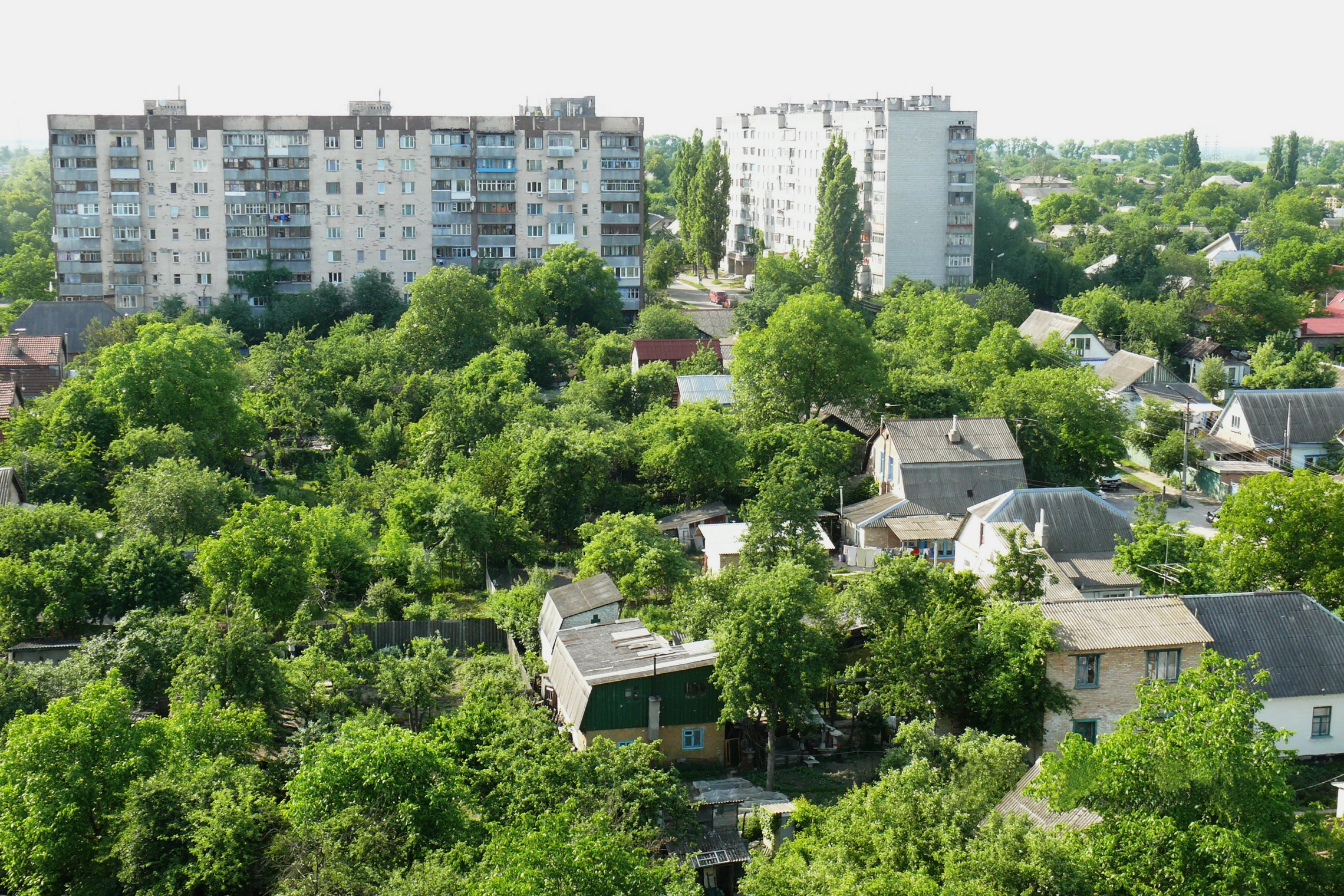
Вулиця Євгена Коновальця 23, 26
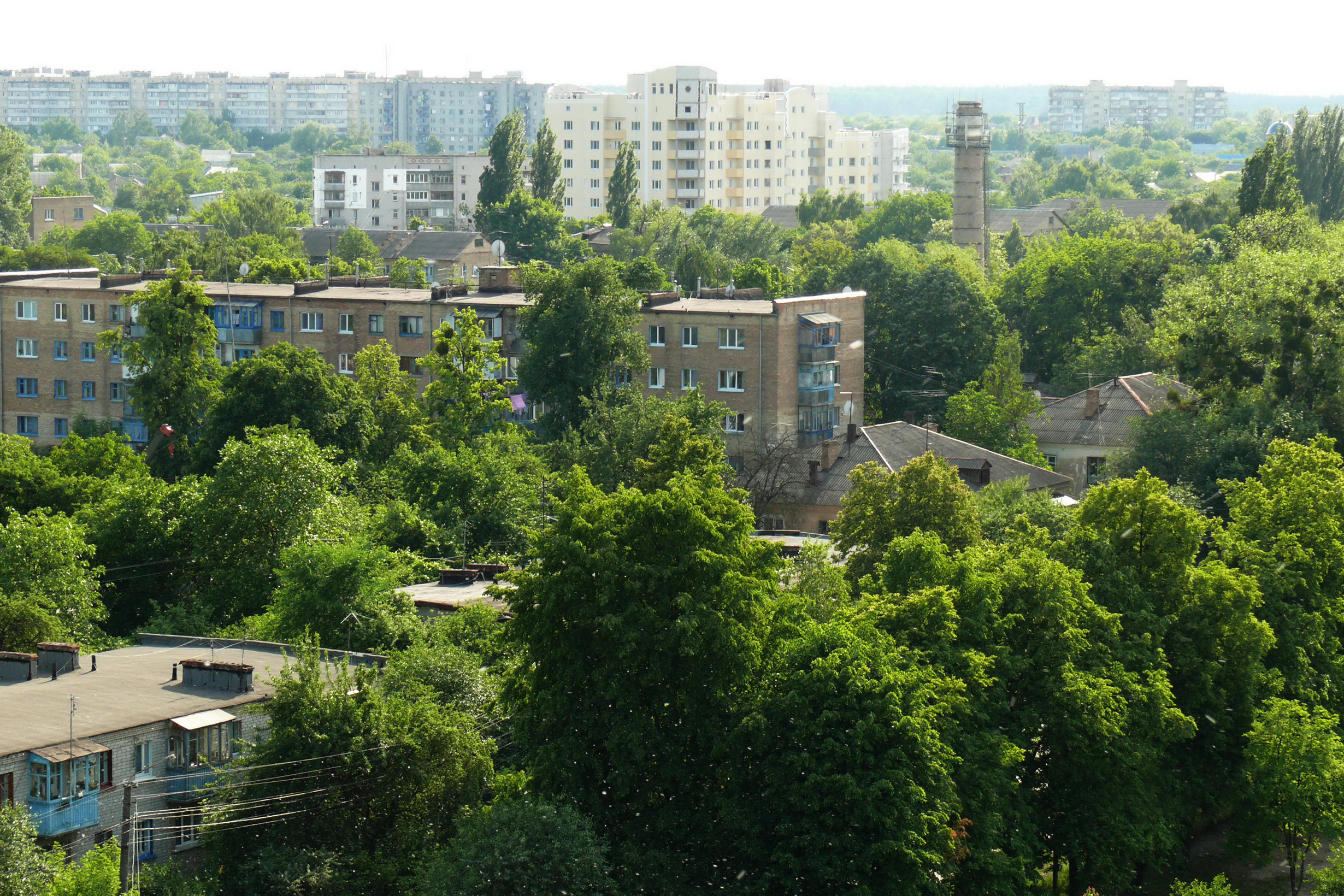
Вид на вулиці Романа Дашкевича i Боярських майстрів
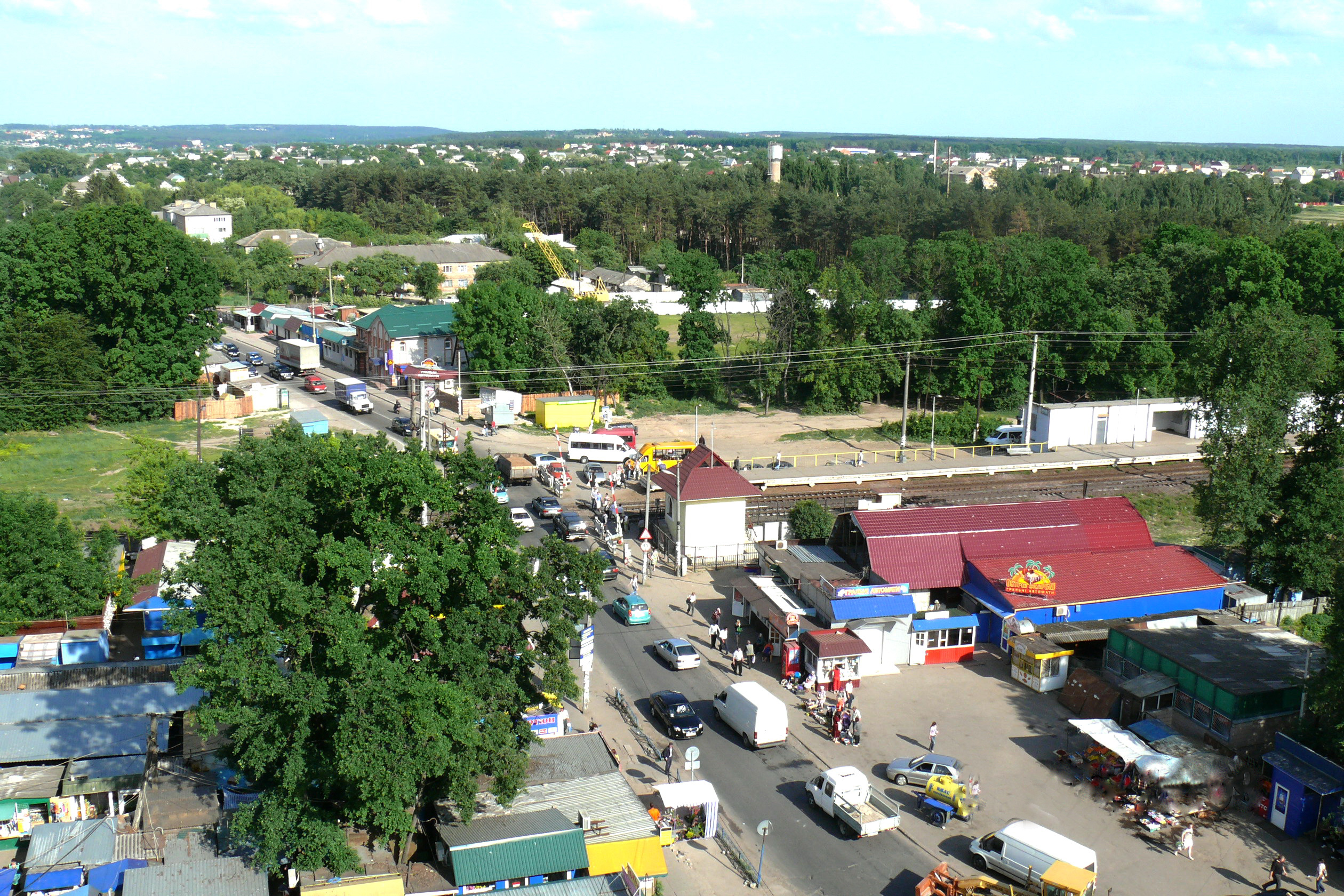
Тарасівський переїзд
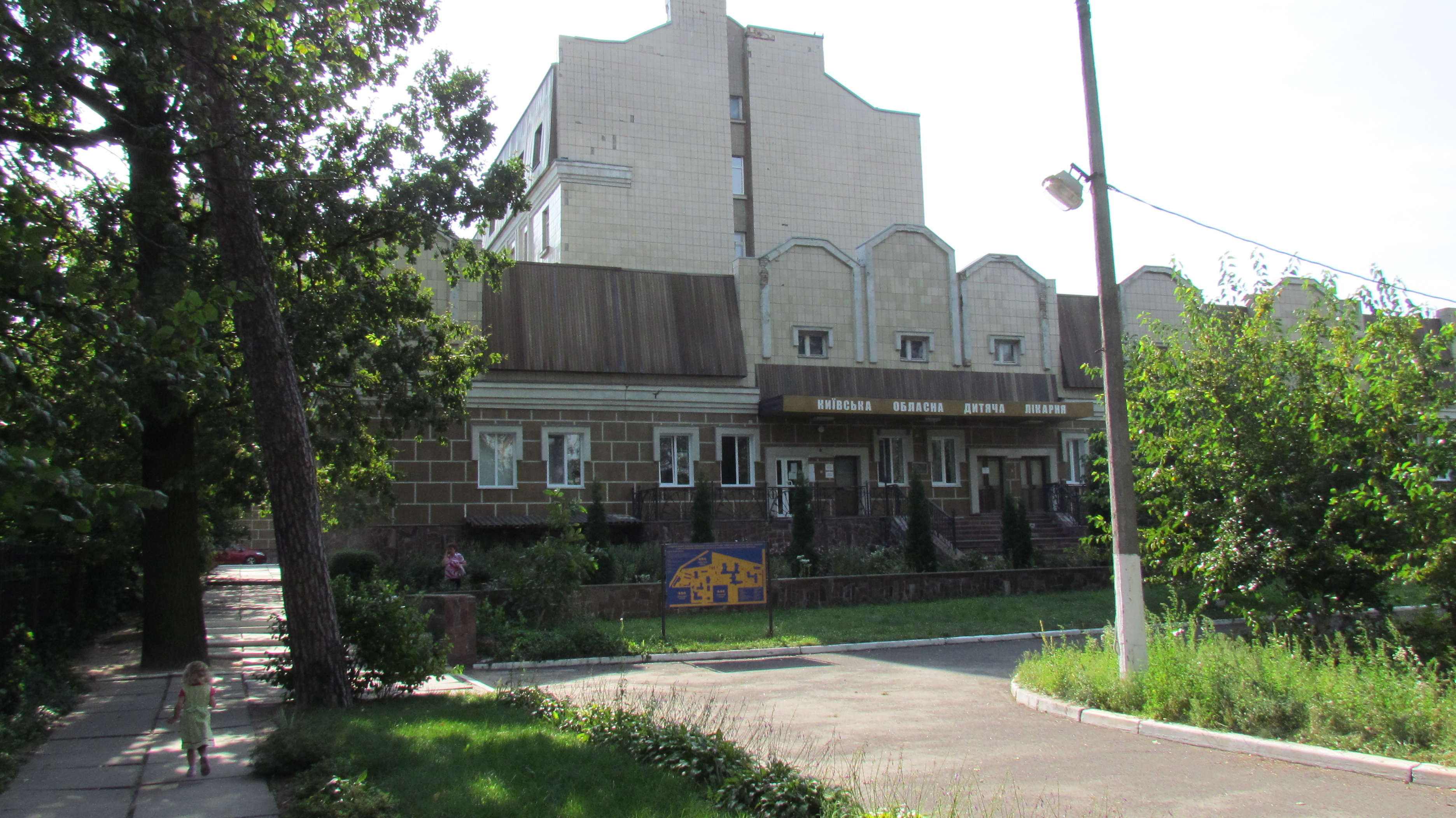
Київська обласна дитяча лікарня
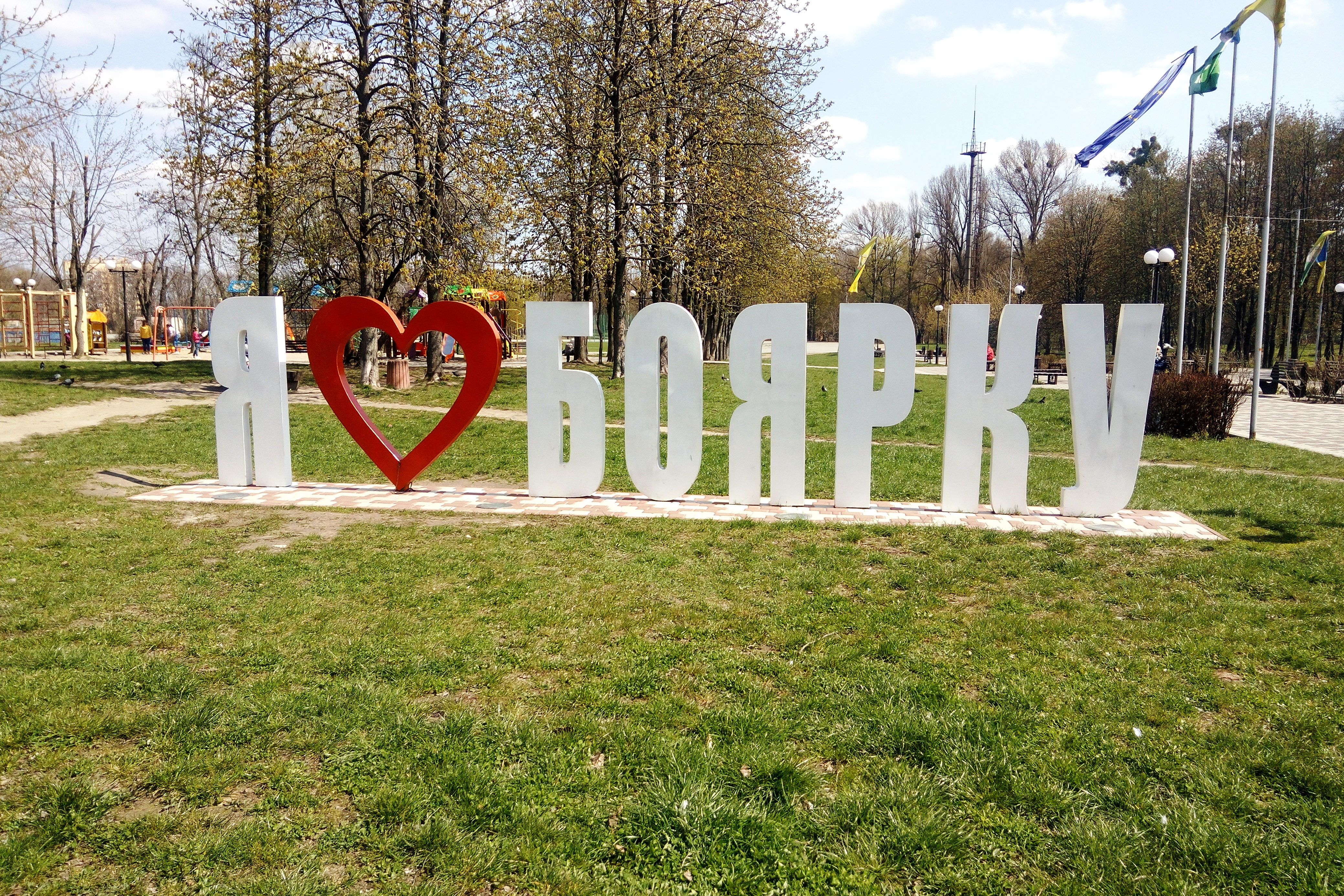
Артоб'єкт «Я кохаю Боярку»
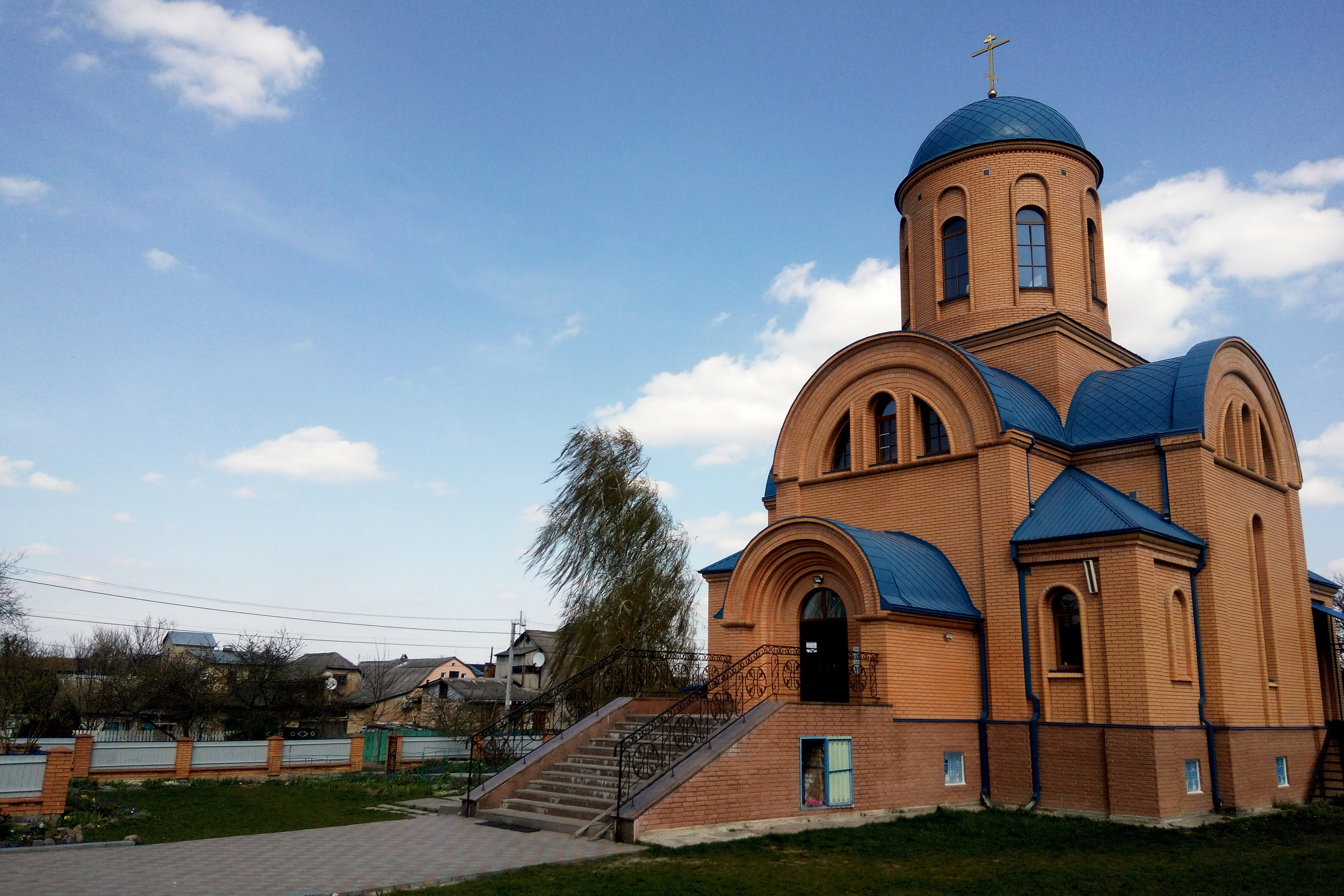
Церква Покрови Пресвятої Богородиці
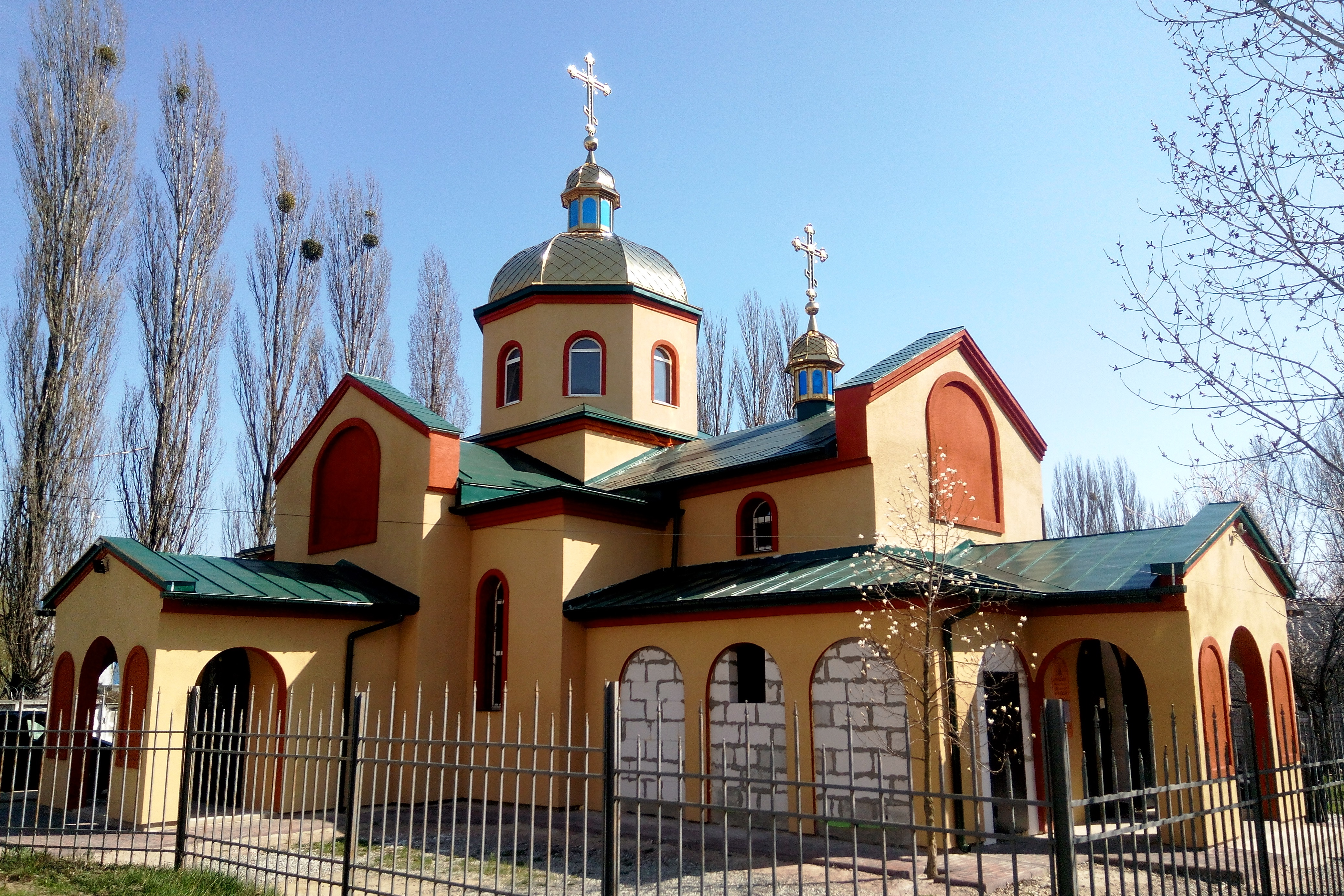
Свято-Миколаївський храм на території ЦРЛ
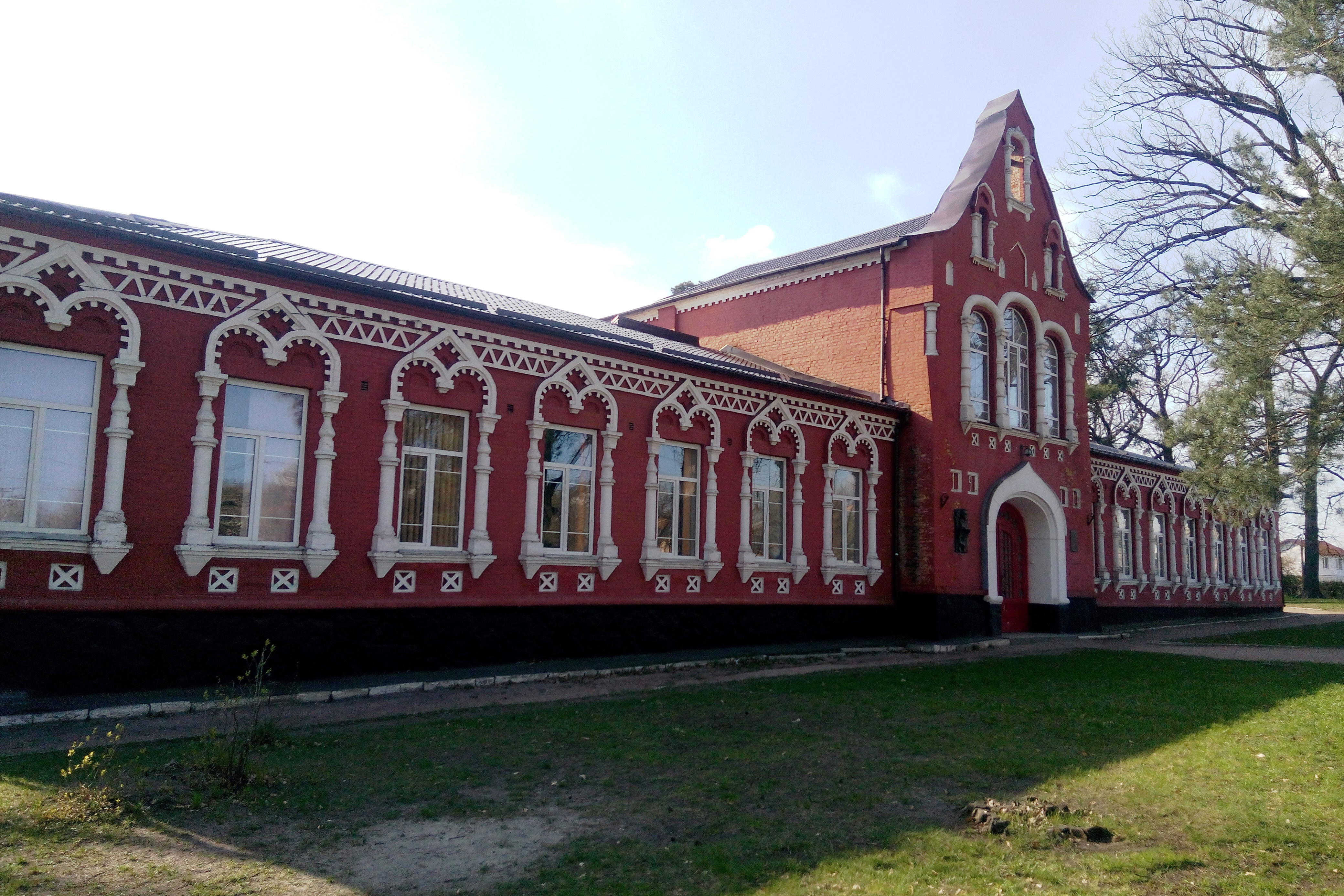
Школа № 2, колишній дитячий притулок (1911)
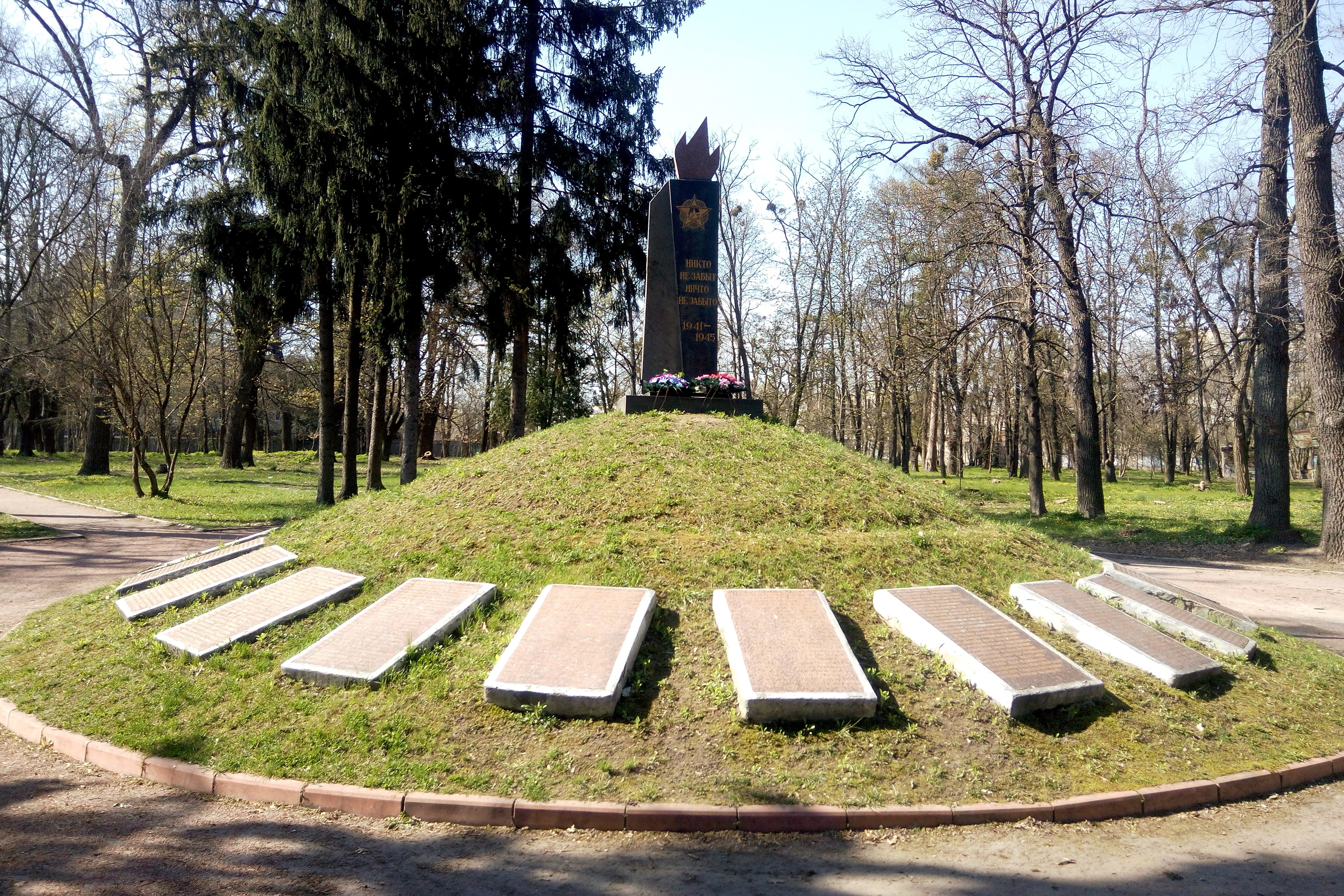
Курган Слави в парку Перемоги
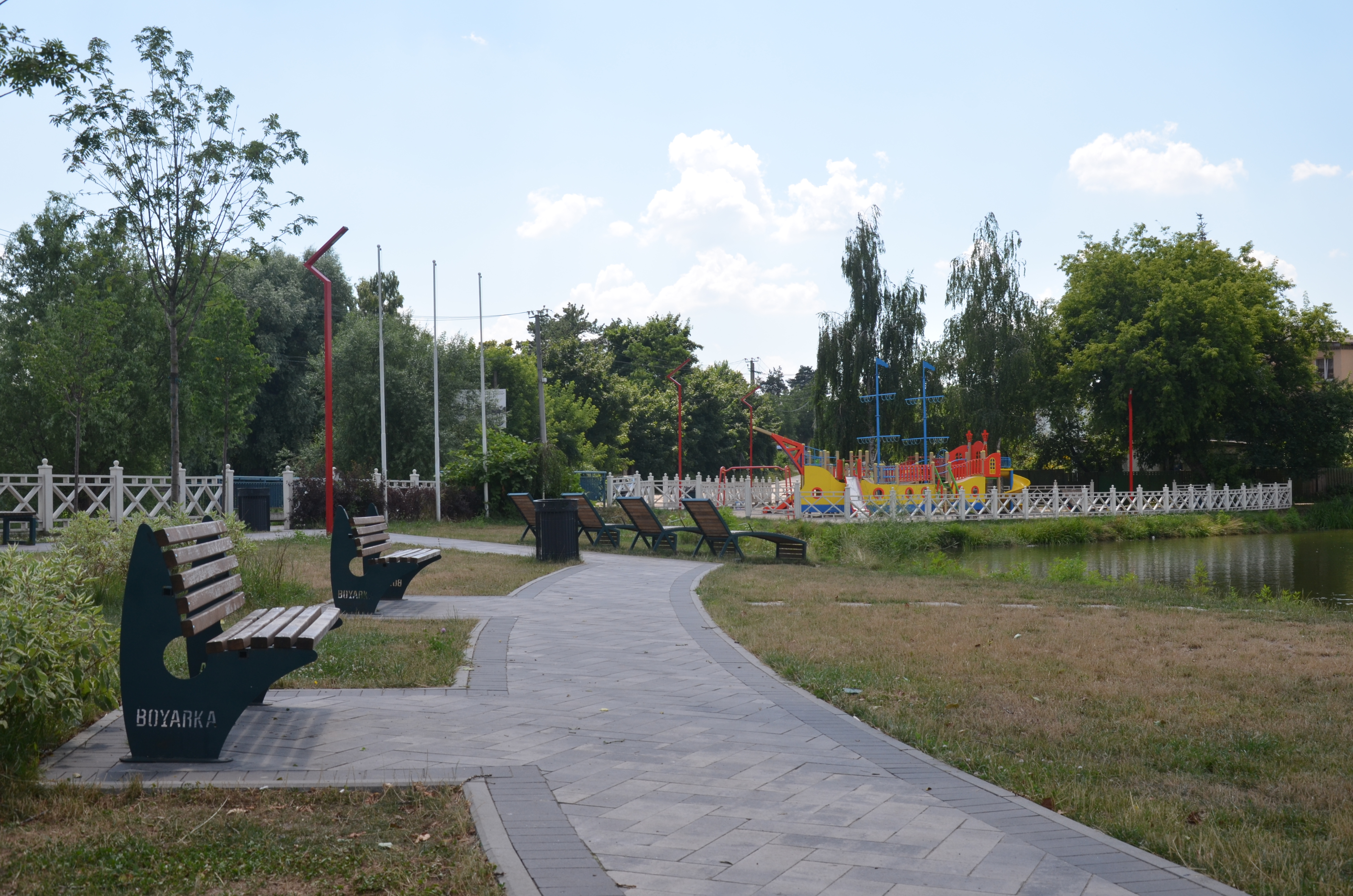
Боярка, муніципальна набережна
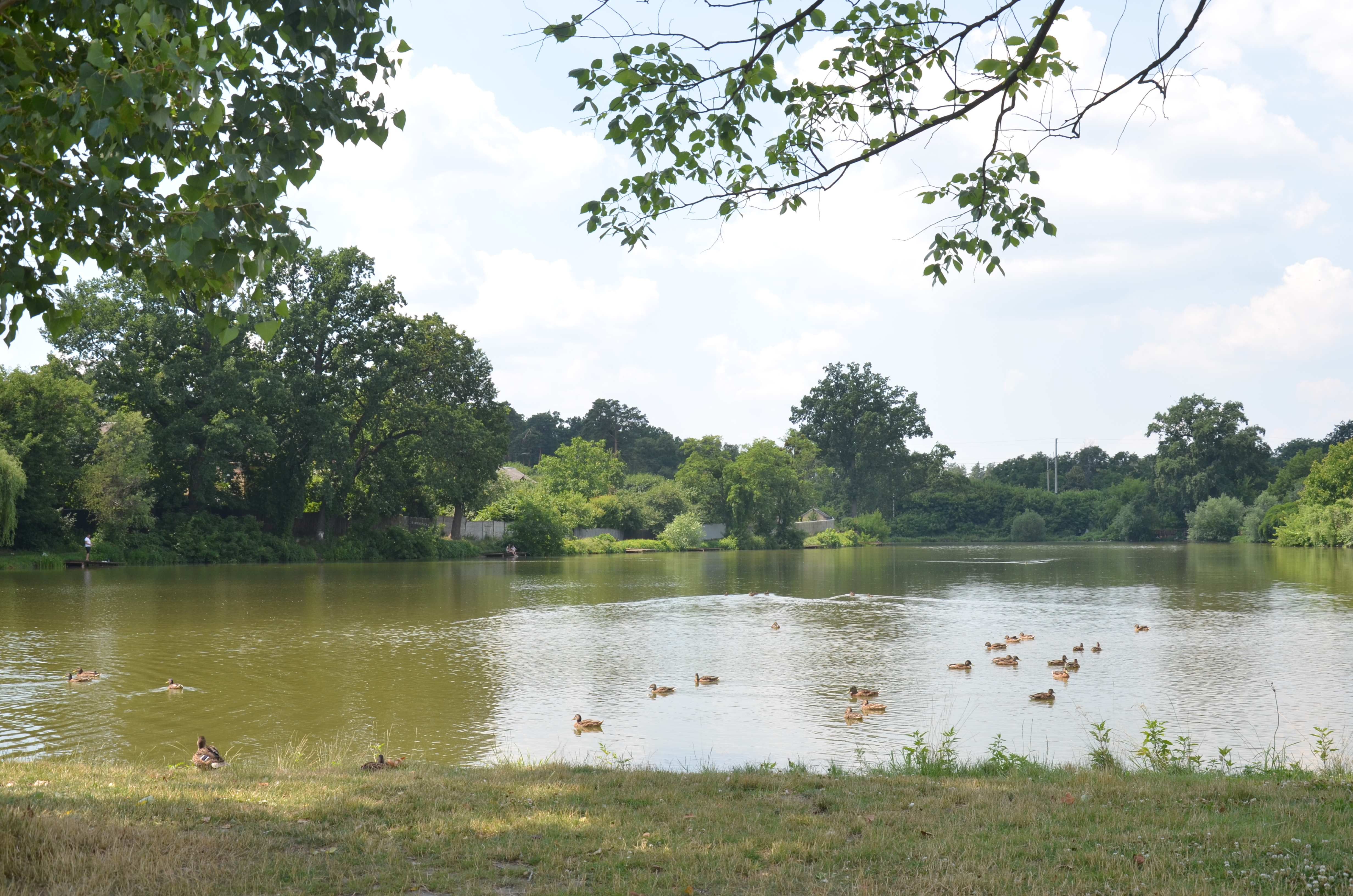
Ставок Лодочний
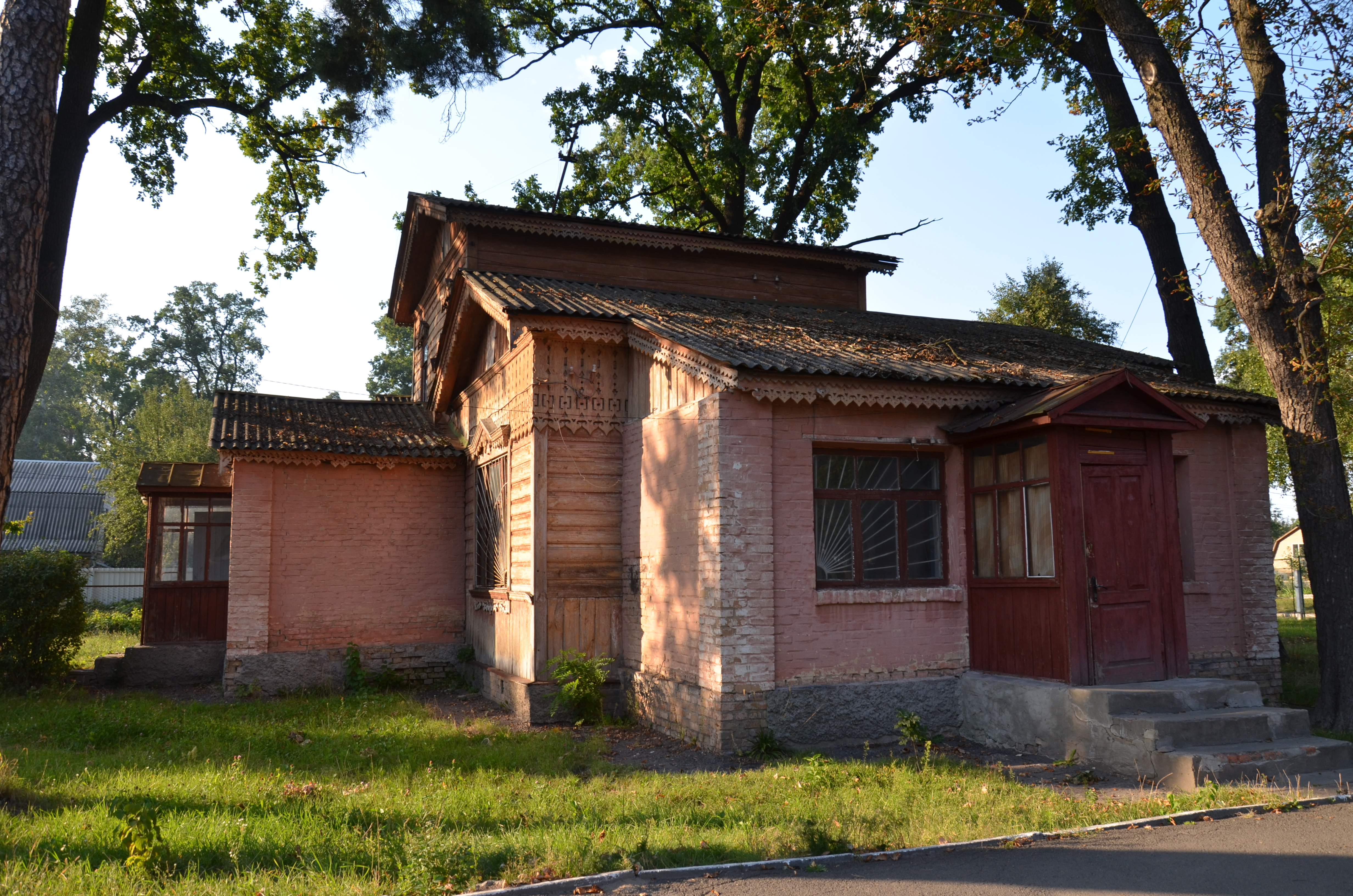
Колишня лабораторія КОДЛ, Боярка, вул. Хрещатик, 83
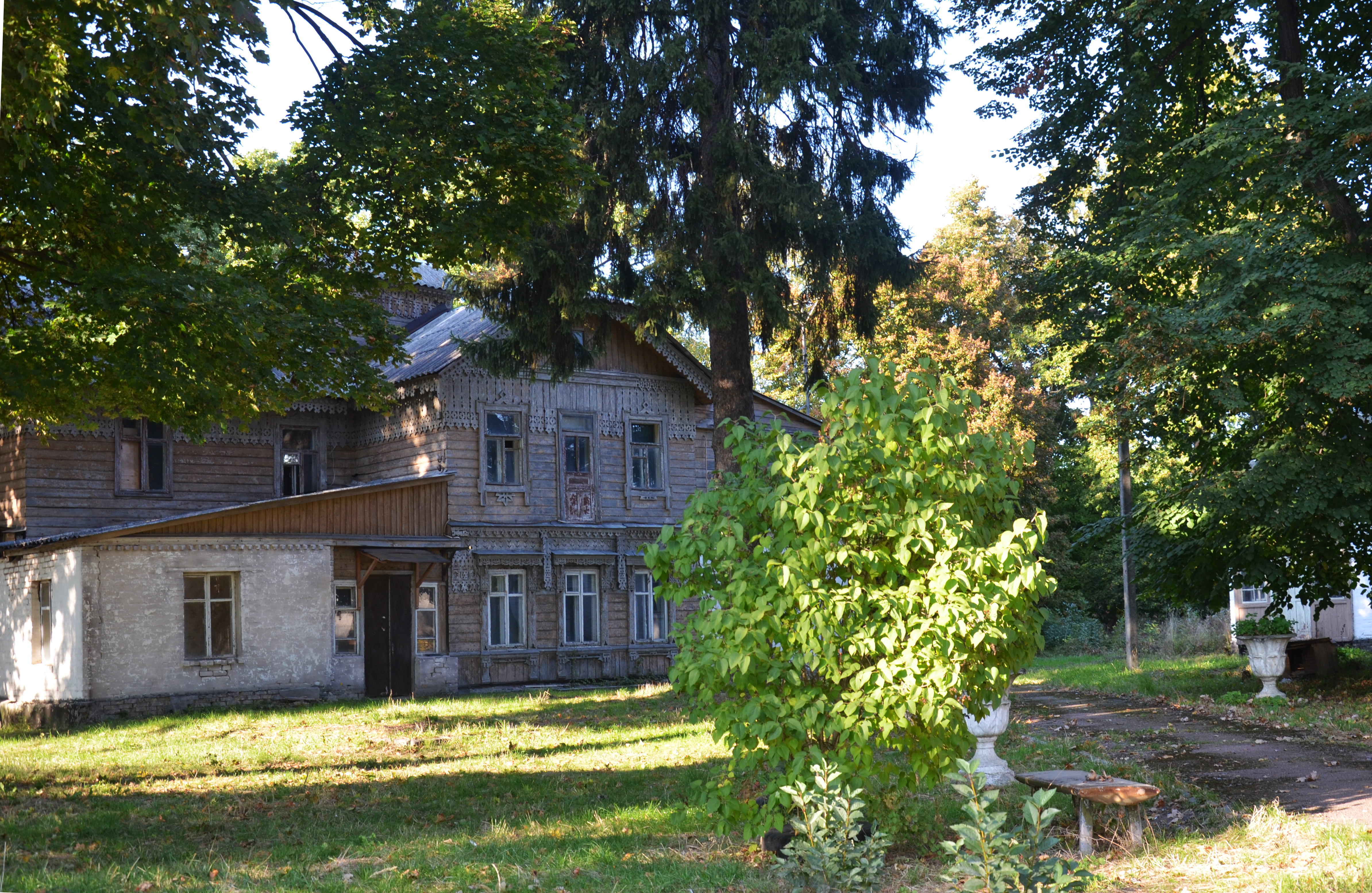
Маєток Інженера Максимовича, Боярка, вул. Хрещатик, 20
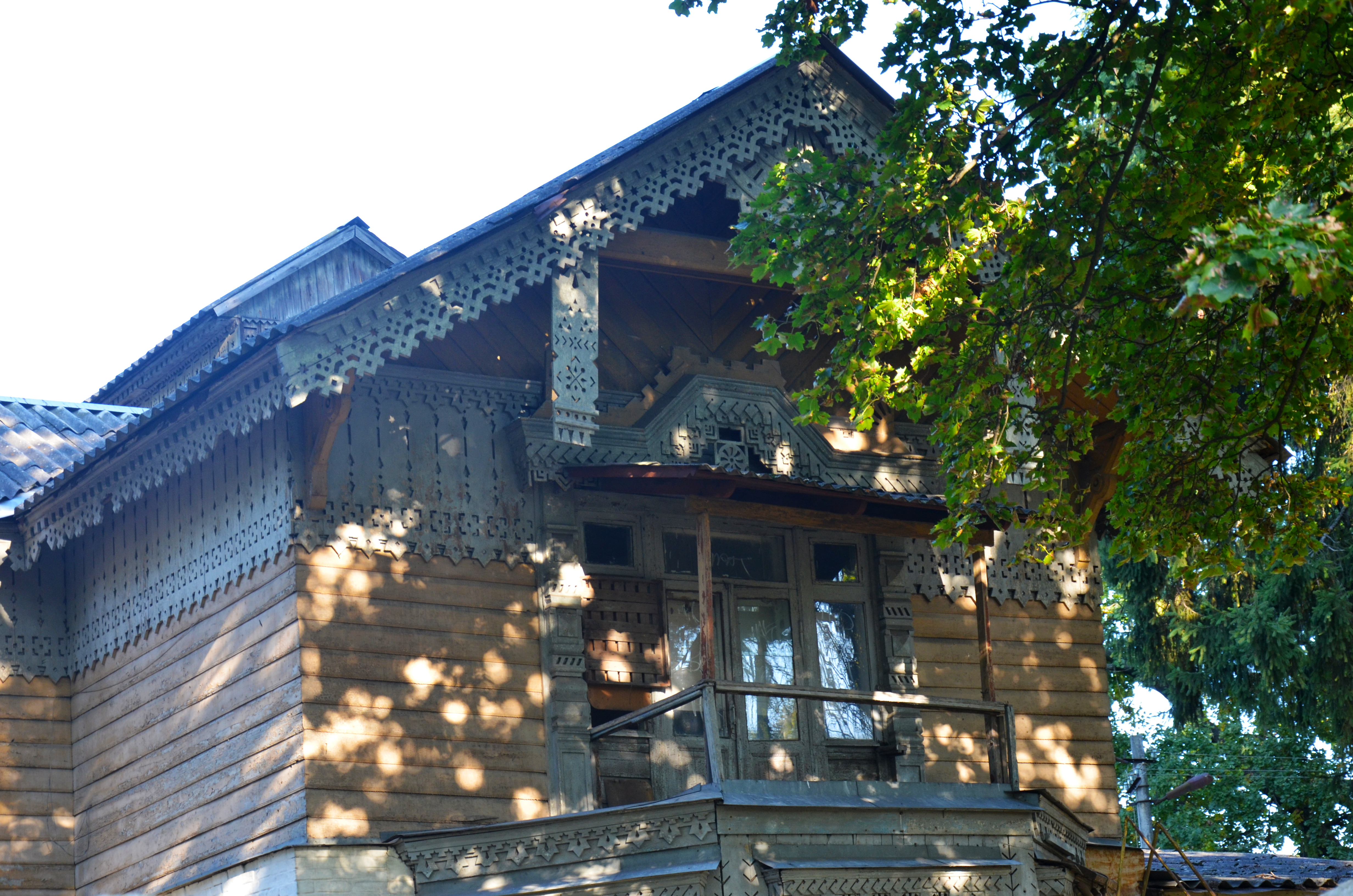
Маєток Інженера Максимовича, Боярка, вул. Хрещатик, 20
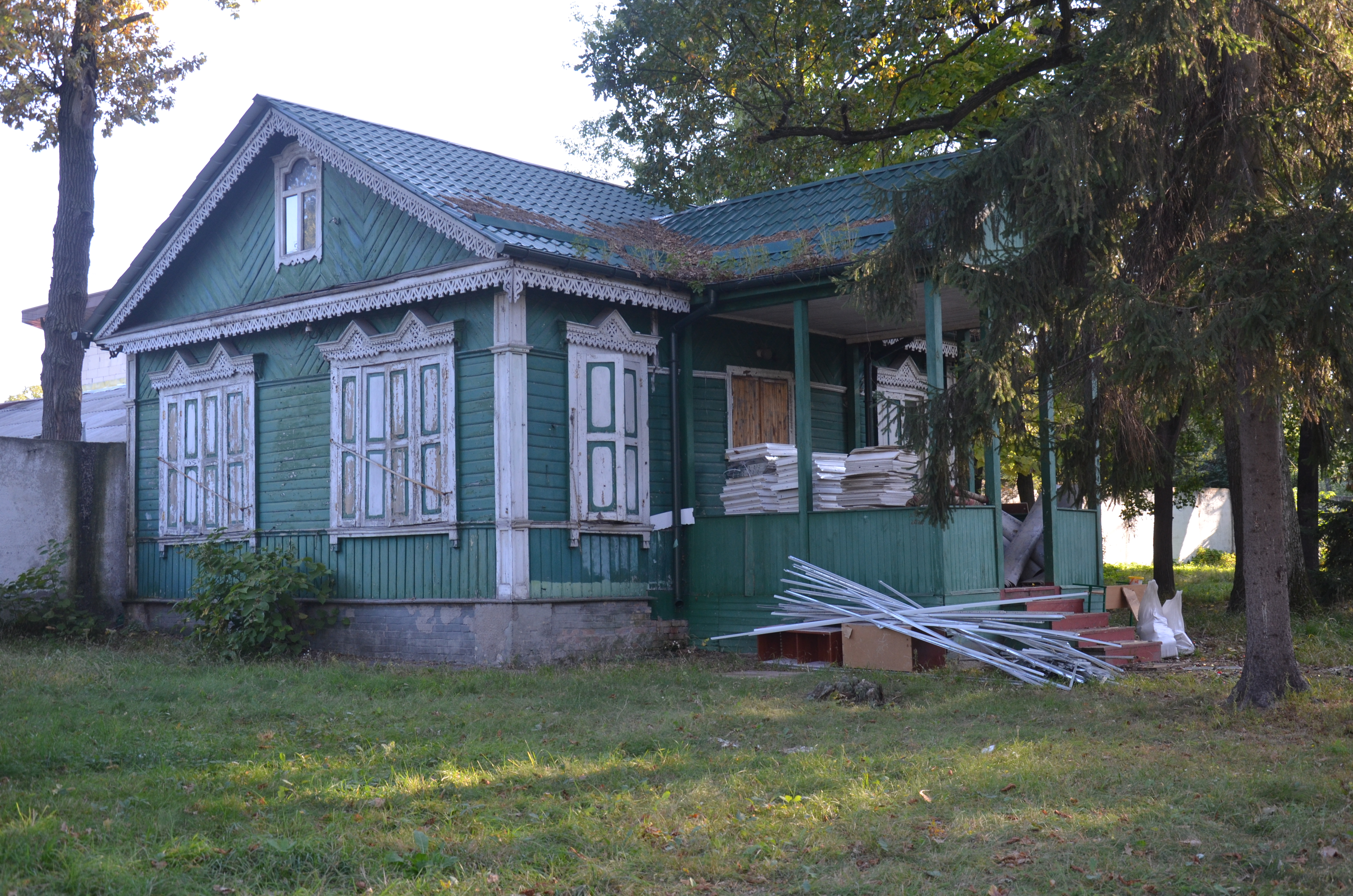
Колишня дача, Боярка, вул. Хрещатик, 103, територія ліцею ім. Богуна
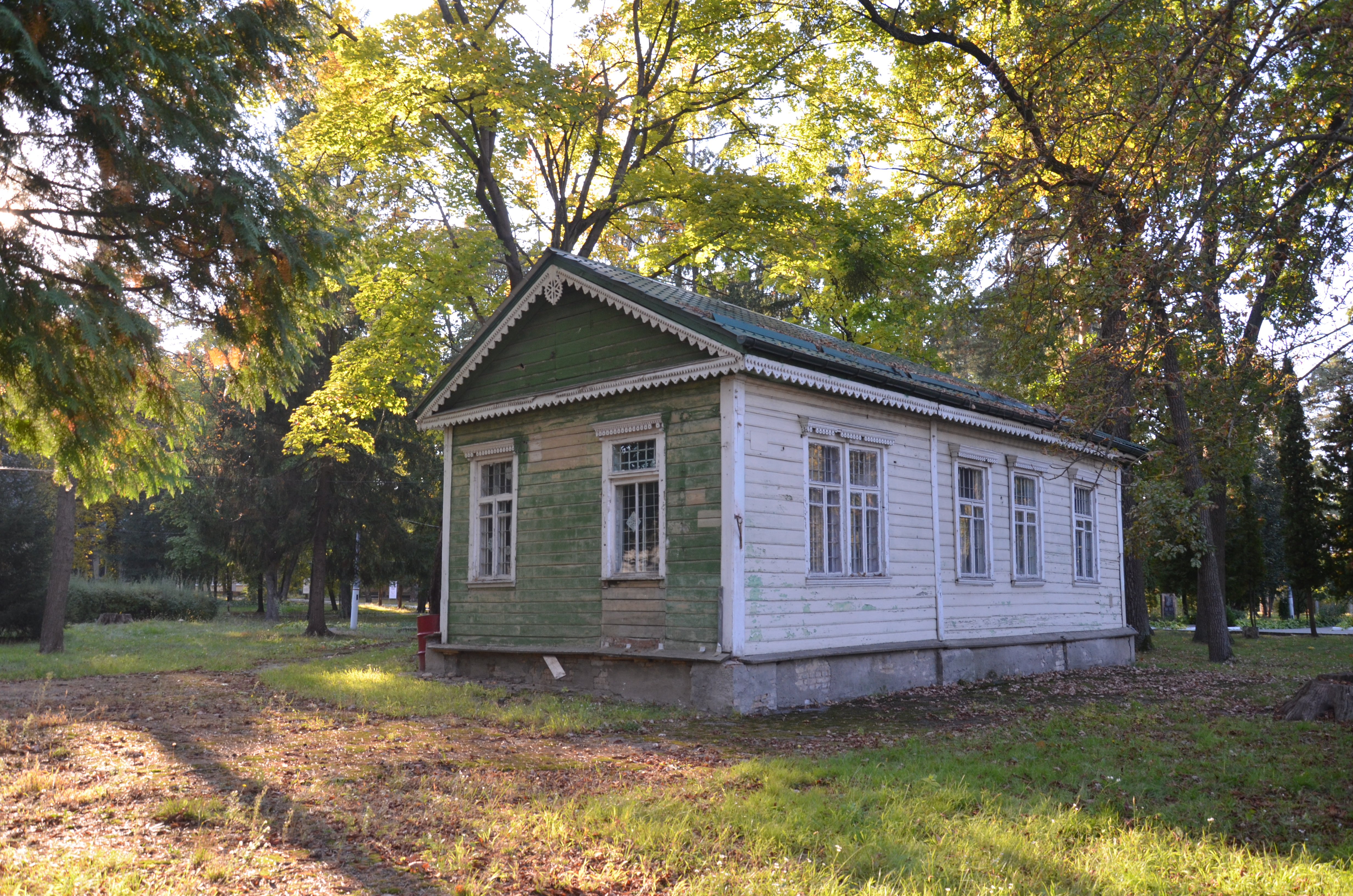
Колишня дача, Боярка, вул. Хрещатик, 103, територія ліцею ім. Богуна
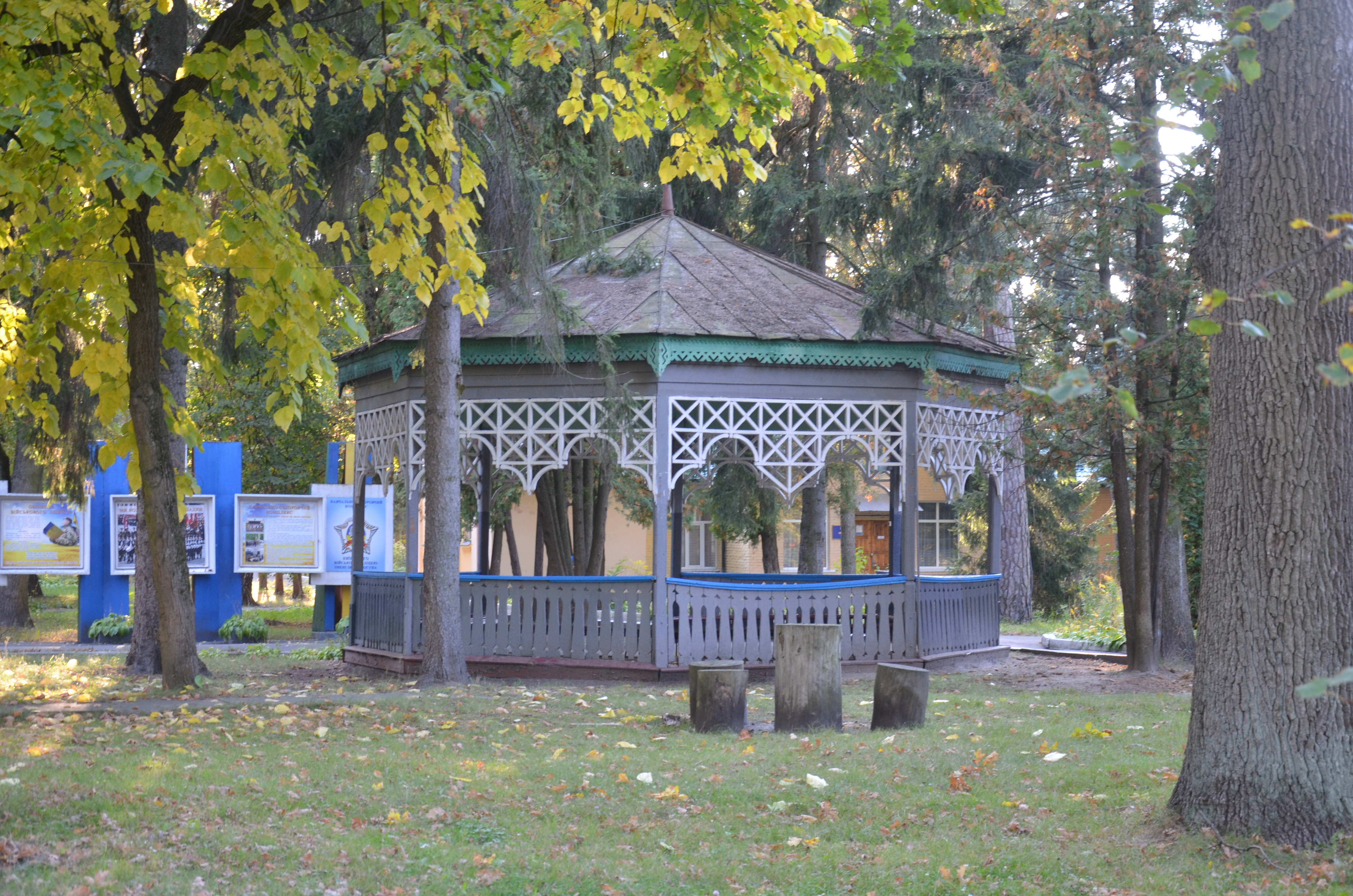
Альтанка, Боярка, вул. Хрещатик, 103, територія ліцею ім. Богуна
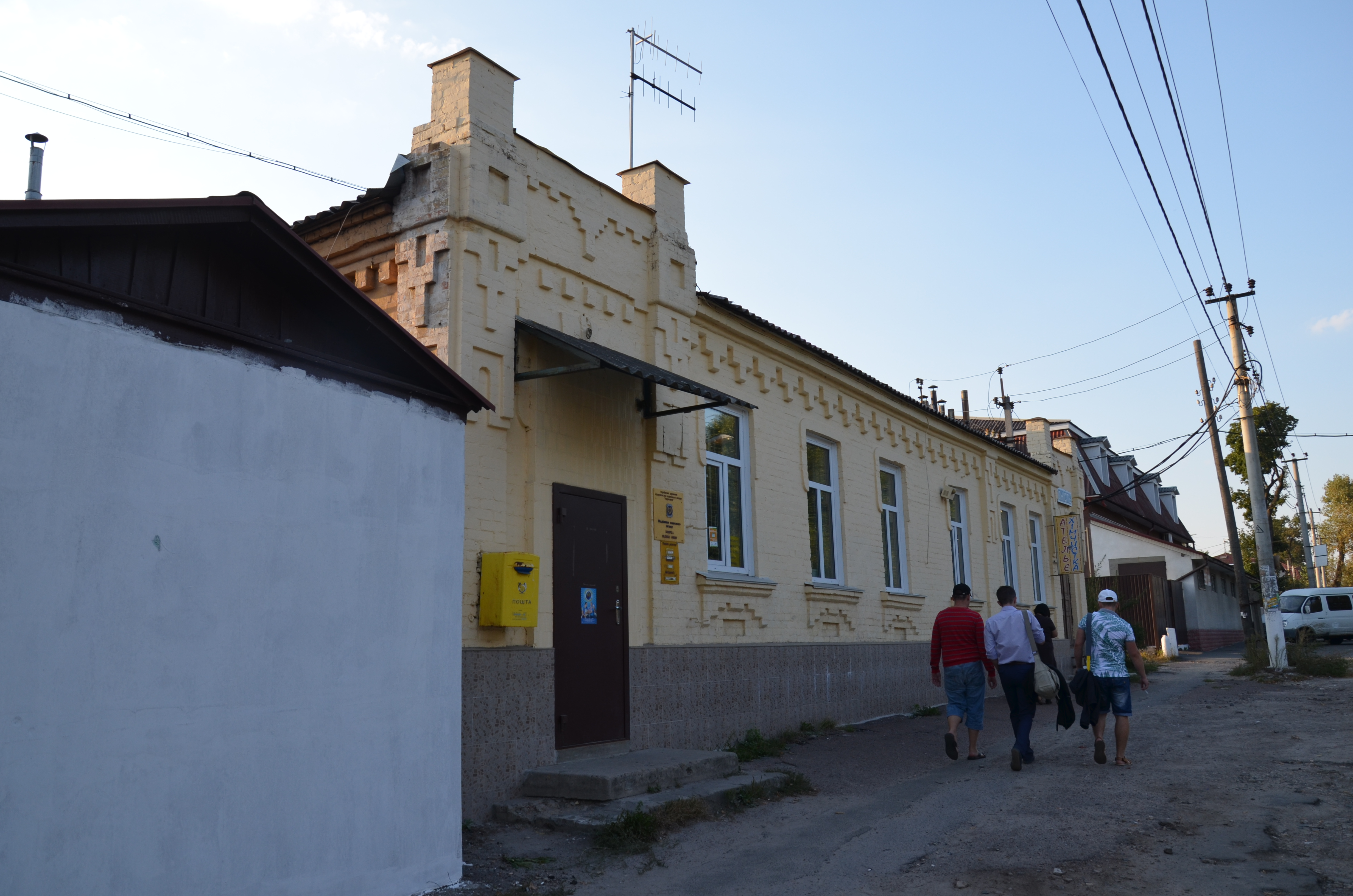
Колишня пошта, Боярка, будинок початку 20 ст.
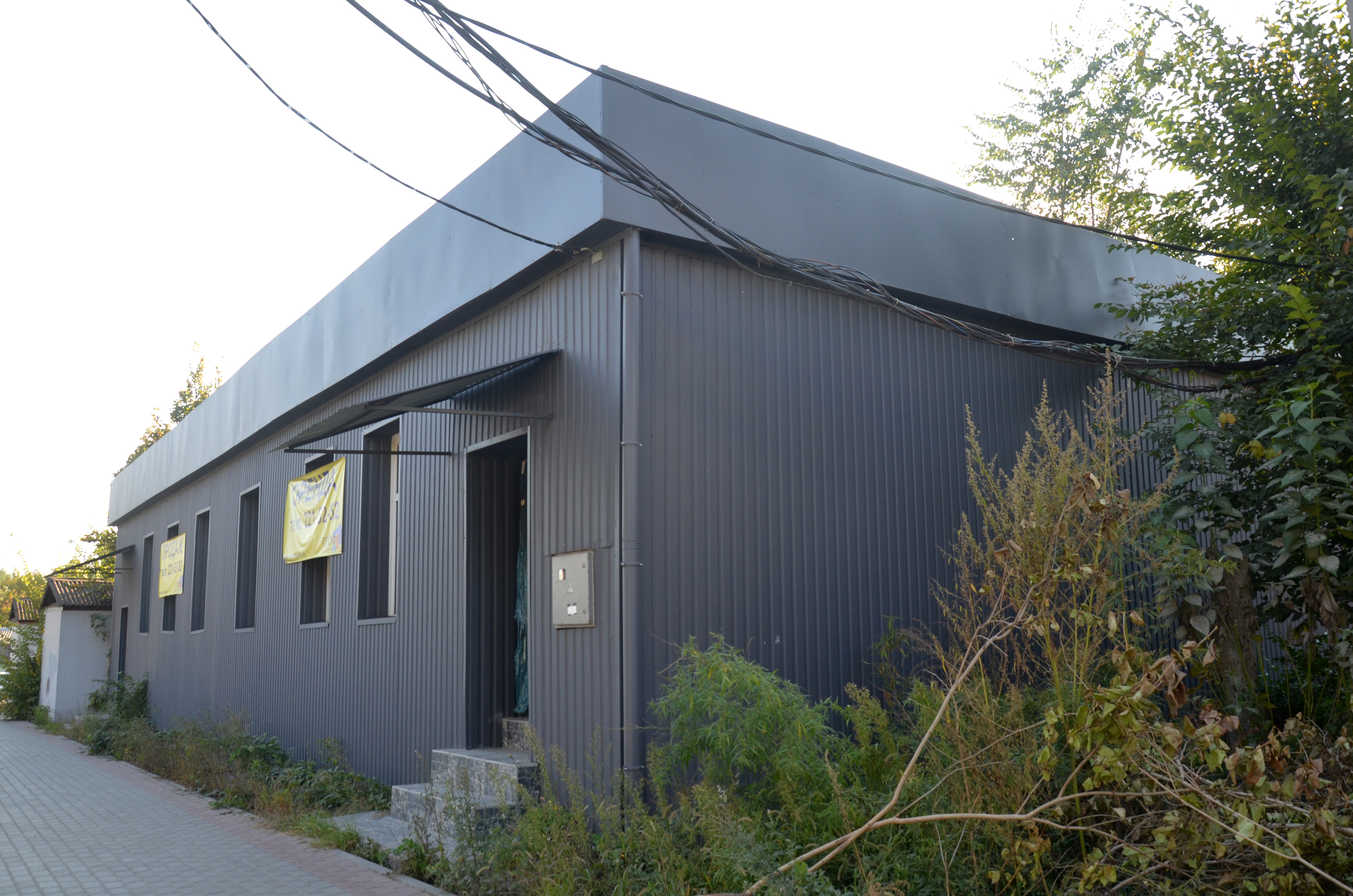
Колишня пошта, Боярка, вул. Хрещатик, 7 — будинок початку 20 ст. спотворений профнастилом
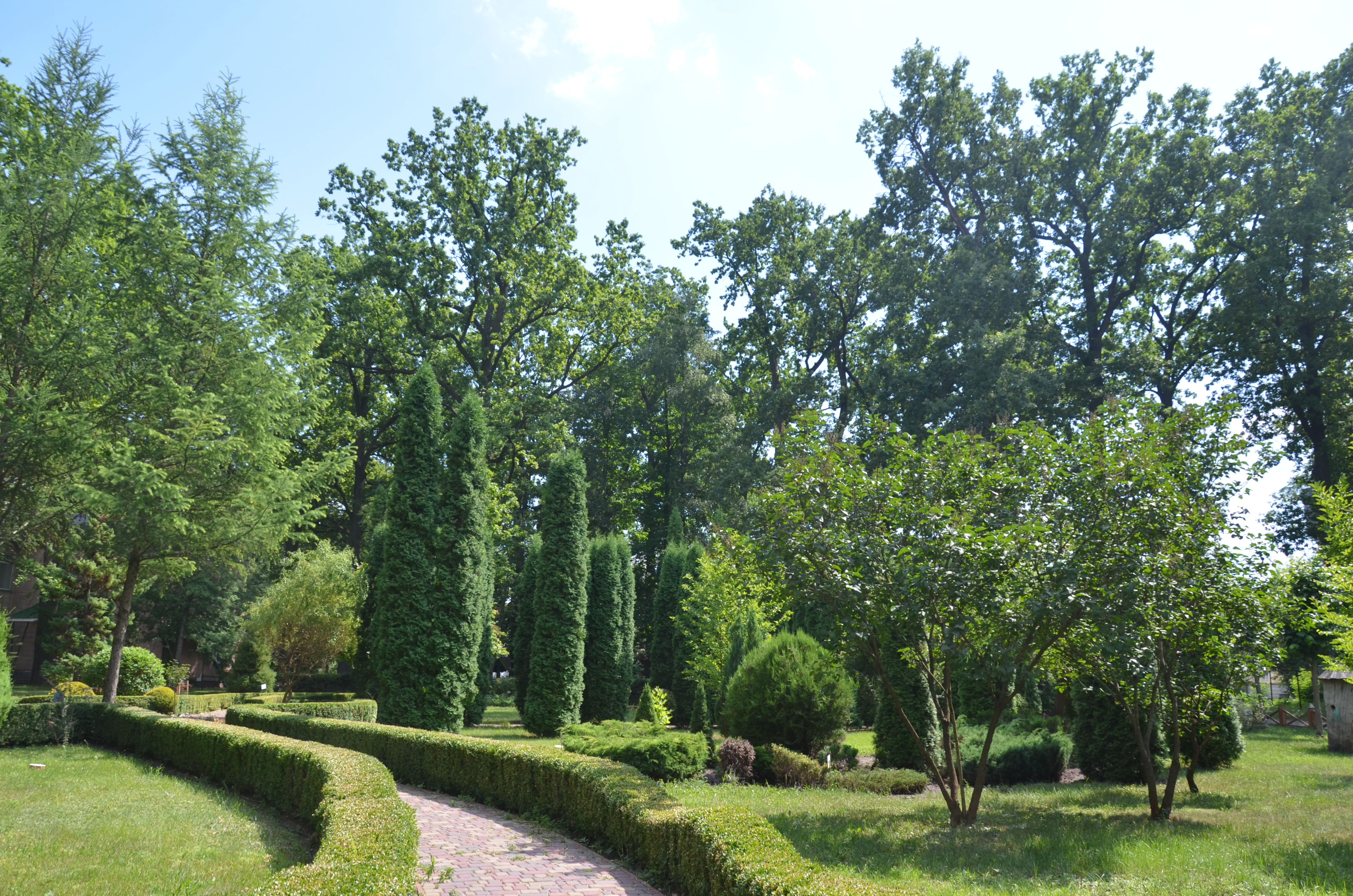
Учбовий центр «Укрцентркадриліс» (Боярка)
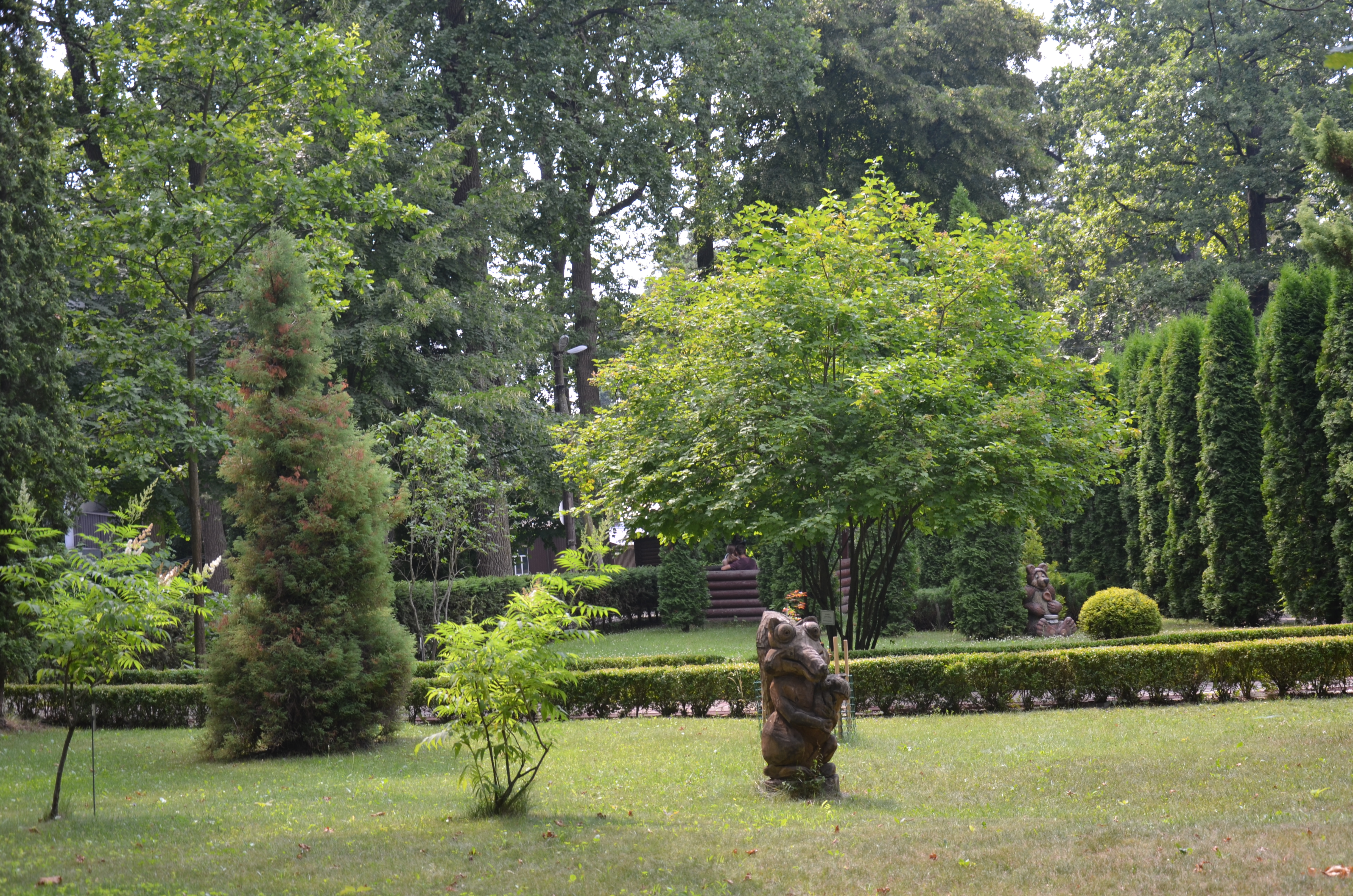
Учбовий центр «Укрцентркадриліс» (Боярка)
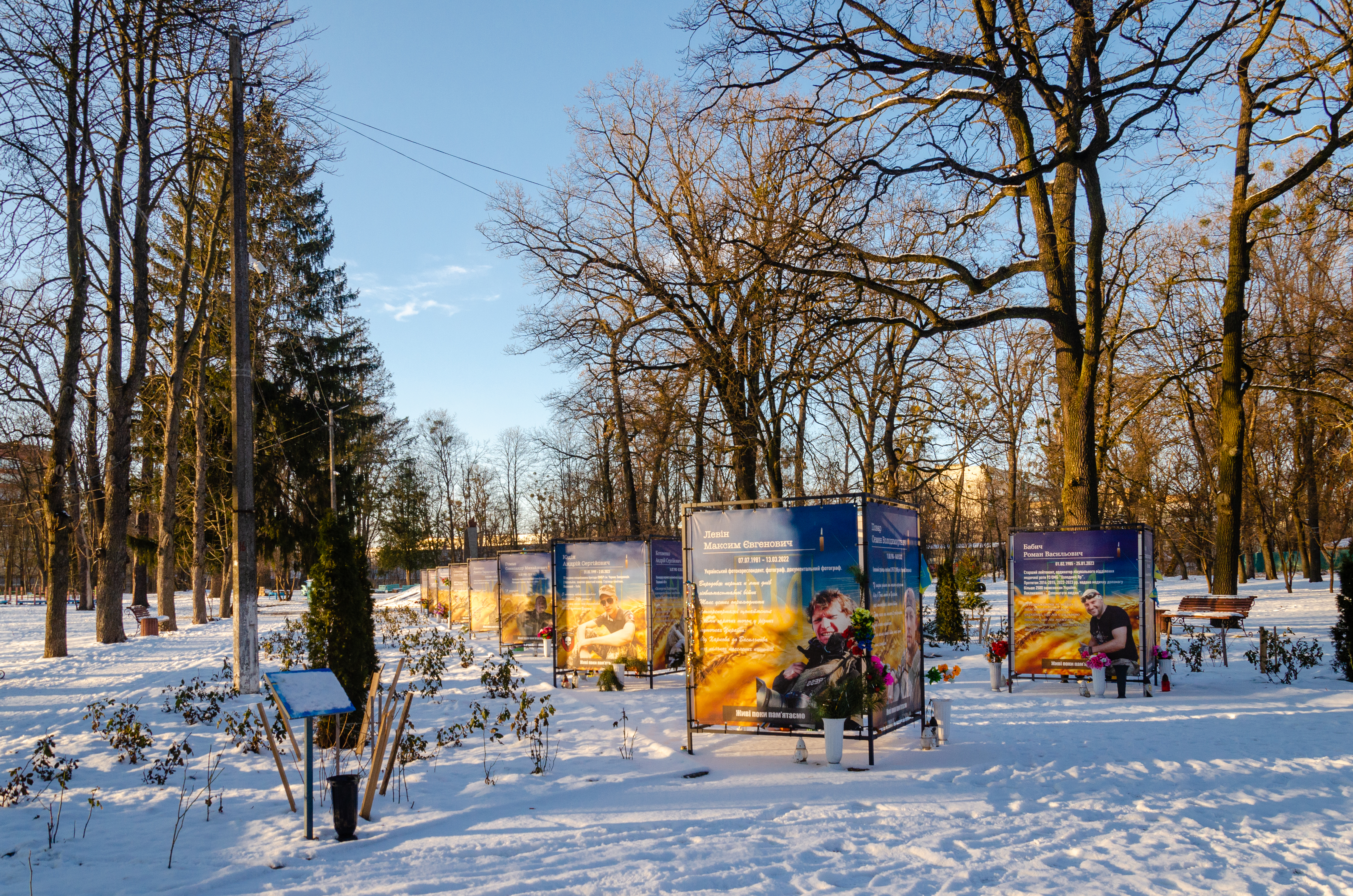
Парк Перемоги, Місто Боярка
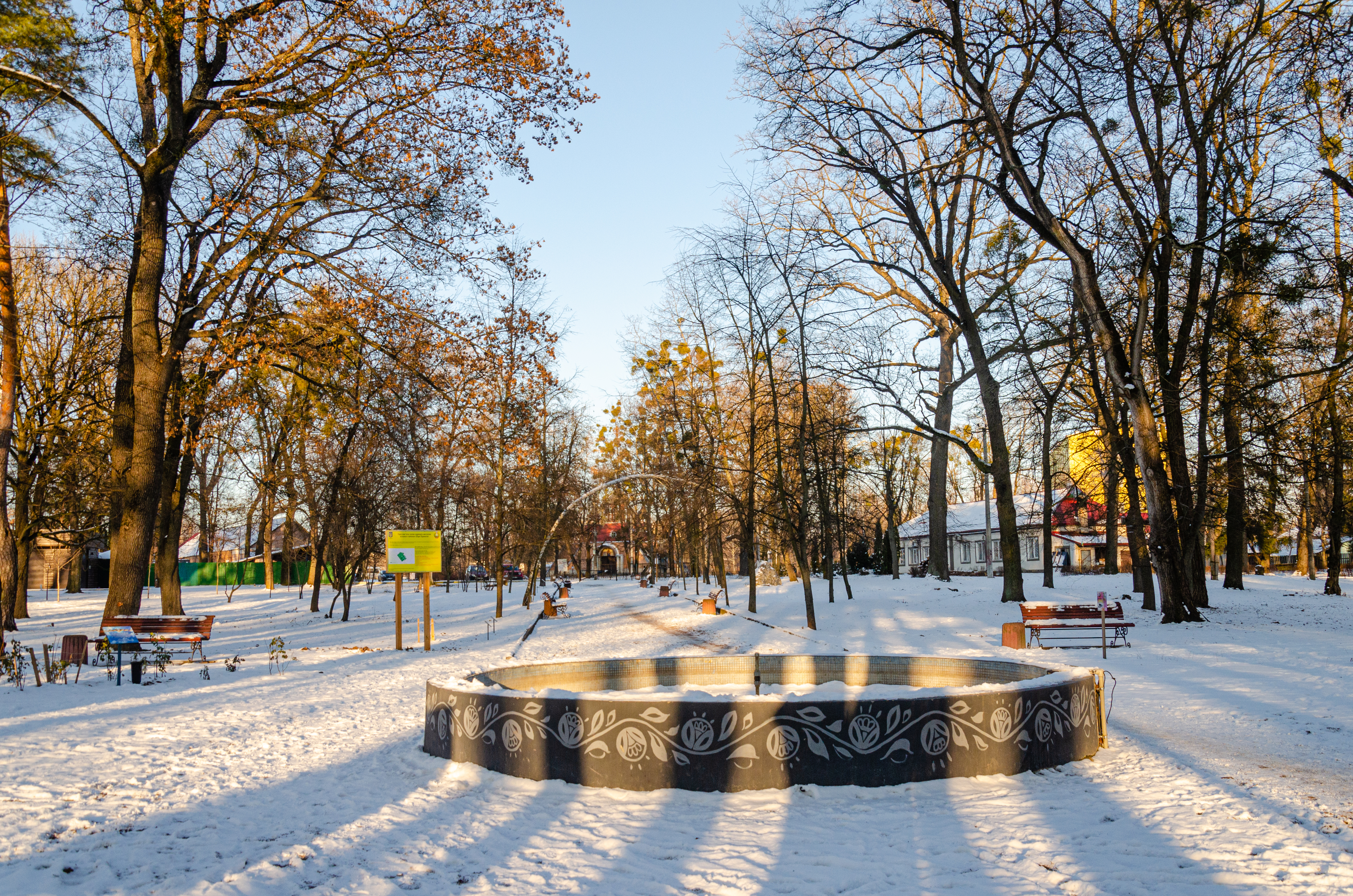
Парк Перемоги, Місто Боярка